# 新名神高速道路のトンネルと橋
新名神高速道路のトンネルと橋（しんめいしんこうそくどうろのトンネルとはし）は、新名神高速道路にある、トンネルと橋についてまとめた項である。

## 本線（四日市 - 亀山西）

### 治郎谷橋
- 形式 : PRC2径間連続ラーメン2主鈑桁橋

### 志知高架橋
- 形式 : PRC4径間連続箱桁橋

### 新朝明川橋
- 形式 : 鋼・PC混合3径間連続アーチ補剛鋼床版箱桁橋

土木学会田中賞受賞橋梁

### 小牧高架橋
- 形式 : PRC5+9径間連続箱桁橋

### 川北橋
- 形式 : 鋼2径間連続細幅箱桁橋

### 池底高架橋
- 形式 : 鋼・PRC混合21径間連続混合桁橋（上り）、鋼・PRC混合20径間連続混合桁橋（下り）

### 池底橋
- 形式 : 鋼2径間連続合成箱桁

### 潤田高架橋
- 形式 : PRC11径間連続箱桁橋（上り）、PRC9径間連続箱桁橋（下り）

### 菰野第一高架橋
- 形式 : PRC9径間連続ラーメン箱桁橋（上り）、PRC8径間連続ラーメン箱桁橋（下り）

### 菰野第二高架橋
- 形式 : PRC5径間連続箱桁橋およびPRC3径間連続エクストラドーズド橋およびPRC11径間連続箱桁橋（エクストラドーズド部は上下一体）

土木学会田中賞受賞橋梁

### 金渓川橋
- 形式 : 鋼2径間連続合成少数鈑桁橋（上り）、鋼単純合成細幅箱桁橋（下り）

### 四日市トンネル
- 長さ
  - 上り線 : 1 353 m
  - 下り線 : 1 353 m
- 施工規格 : 4車線
- 仮称 : 四日市西トンネル

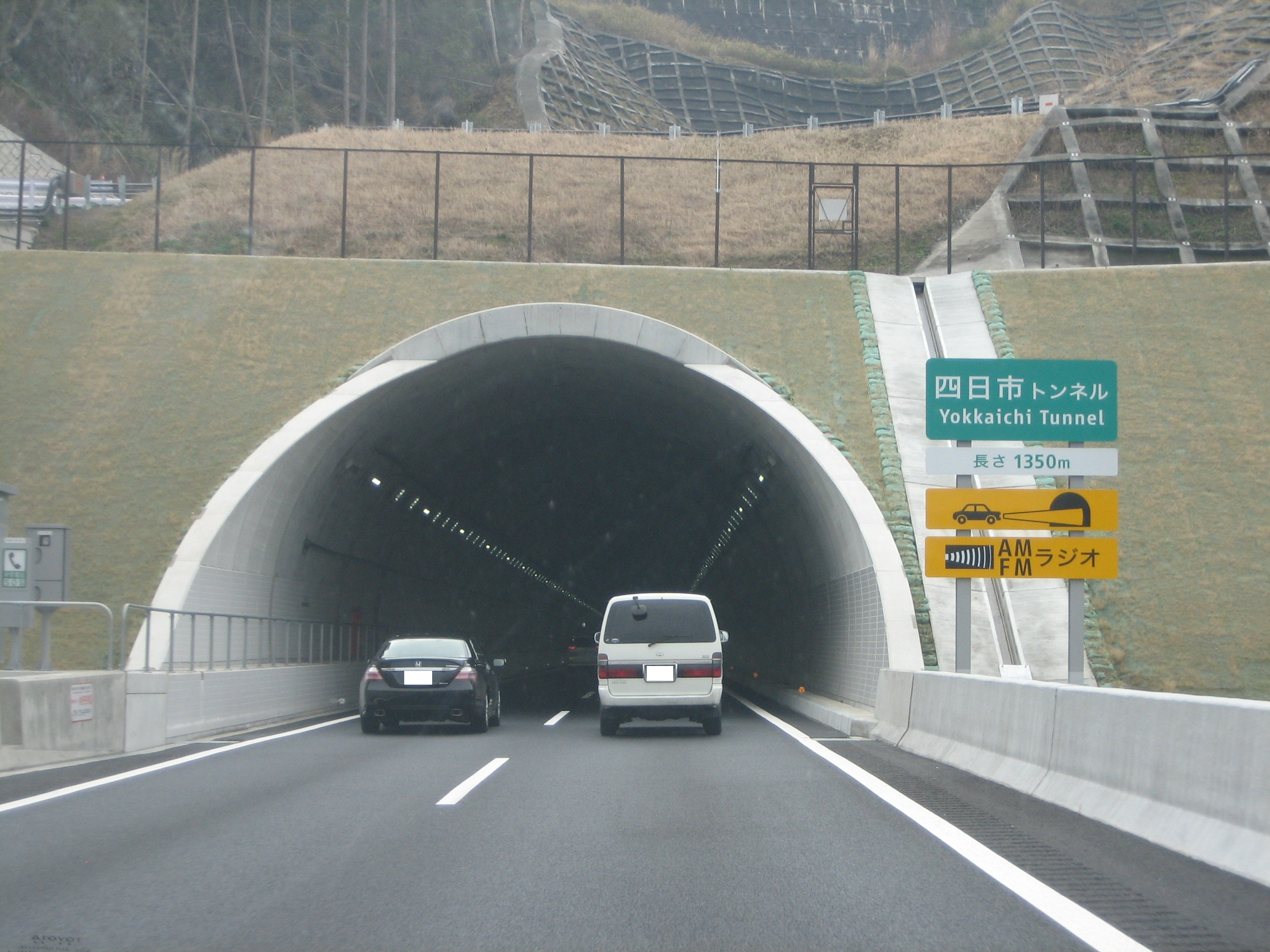
四日市トンネル(下り線入口)

- 所在地 : 三重県三重郡菰野町大字菰野-四日市市水沢町

### 新内部川橋
- 形式 : 3径間連続波形鋼板ウェブ箱桁橋（上下一体）

### 新鈴鹿橋
- 形式 : PRCポータルラーメン2主鈑桁橋

### 鈴鹿高架橋
- 形式 : PC15+15+12径間連続箱桁橋

PC工学会賞受賞

### 野登トンネル
- 長さ
  - 上り線：4 131 m
  - 下り線：4 137 m
- 施工規格：4車線
- 所在地：三重県鈴鹿市

### 新池山高架橋
- 安楽川橋部分形式 : PC7径間連続ラーメン波形鋼板ウェブ箱桁橋（暫定上下一体）+PRC3径間連続波形鋼板ウェブ箱桁橋

仮称は安楽川橋など

## 本線（亀山西 - 大津）

### 錐ヶ瀧橋

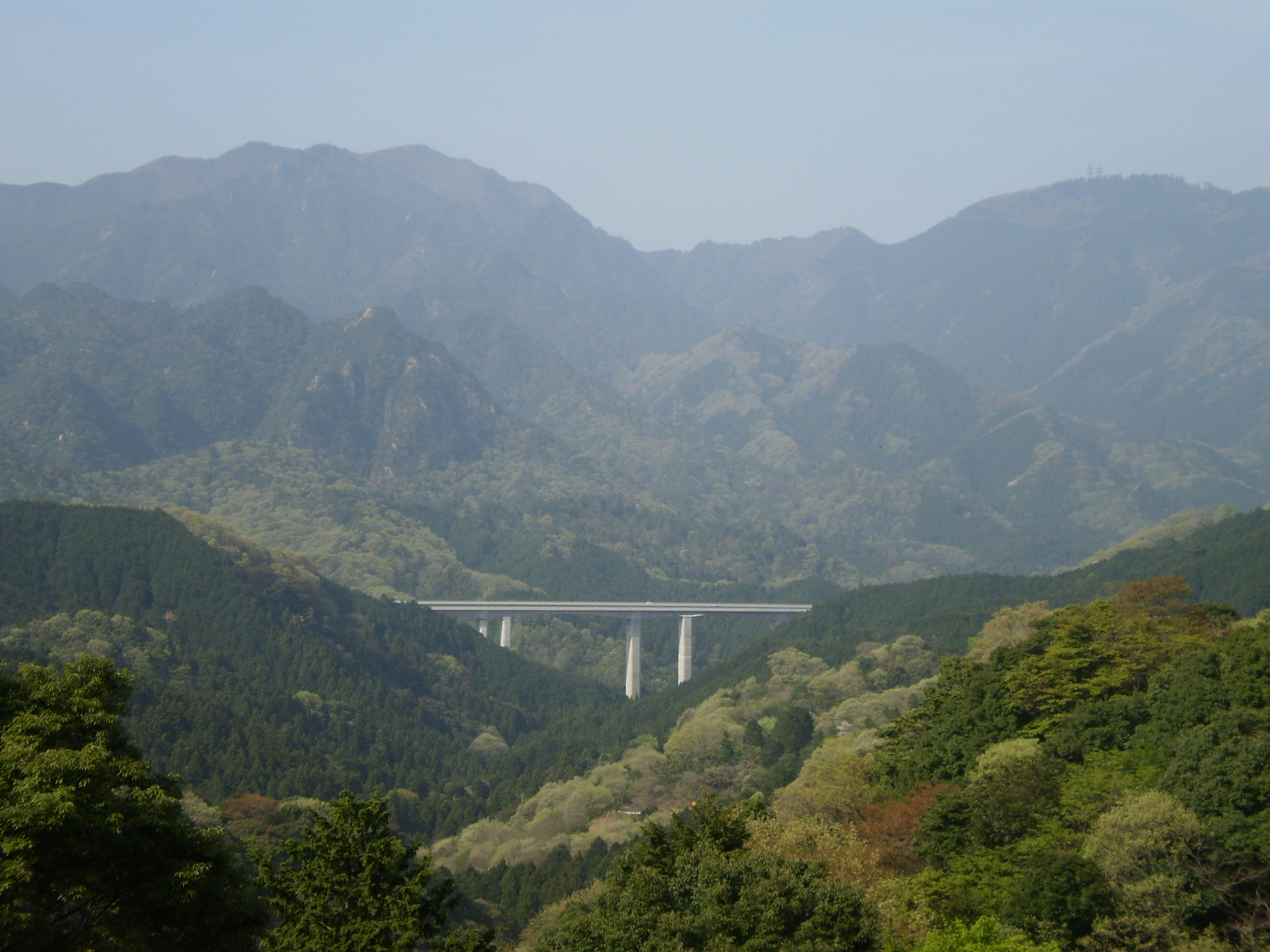
錐ヶ瀧橋（林道鈴鹿南線より）

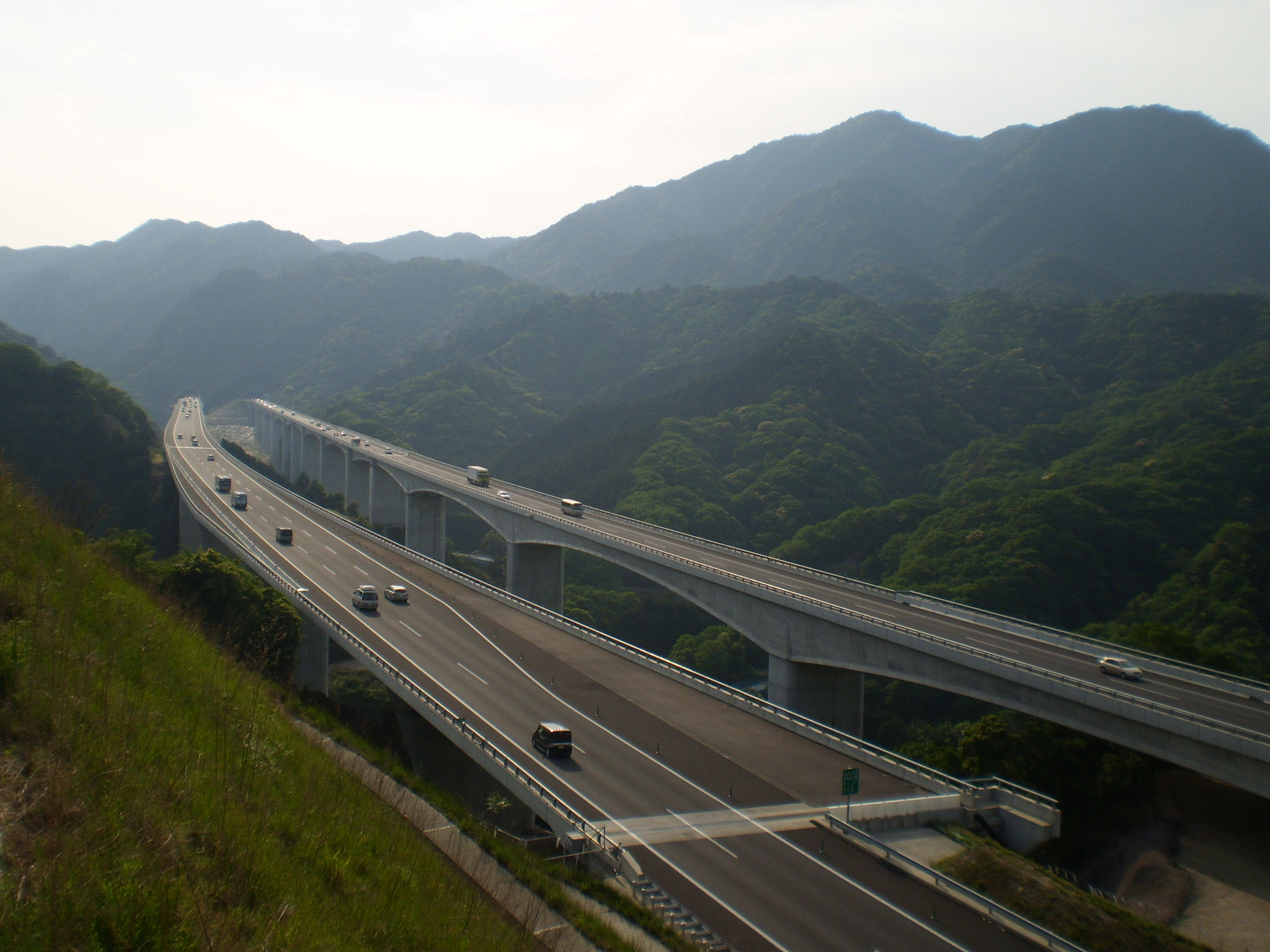
錐ヶ瀧橋

鈴鹿国定公園内に位置し、当初は4車線幅での供用予定で施工された亀山西JCTの合流車線が鈴鹿トンネル付近まで建設される予定だったため、施工が比較的早かった下り線が道路幅員が広く、遅かった上り線では道路幅員が狭くなっている。上り線は暫定4車線規格の2車線供用であるが、下り線は完成6車線規格の3車線供用中。拡幅に対して土木学会田中賞受賞。
- 長さ
  - 上り線 : 1 275 m
  - 下り線 : 1 303 m
- 形式
  - 西橋梁 : -
  - 中橋梁 : 7径間連続PC箱桁橋
  - 東橋梁 : 5径間連続PC箱桁橋
- 荷重 : B活荷重
- 支間長
  - 西橋梁 : -
  - 中橋梁 : 53.5+4@90.0+59.0+24.5 m
  - 東橋梁 : 56.5+3@88.0+51.5 m
- 最大支間長 : 90 m
- 幅員
  - 西橋梁 : -
  - 中橋梁 : 16.0 - 16.743 m（有効幅員 : 14.970 - 15.713 m）
  - 東橋梁 : 16.738 - 24.497 m（有効幅員 : 15.708 - 23.467 m）
- 施工規格
  - 上り線 : 暫定4車線のち完成6車線（拡幅事業中）
  - 下り線 : 完成6車線（拡幅事業中）
- 架設工法 : 張出し架設工法・固定支保工工法
- 竣工 : 2007年3月
- 立体交差 : 安楽川
- 所在地 : 三重県亀山市安坂山町

### 鈴鹿トンネル
- 長さ
  - 上り線: 4 005 m
  - 下り線: 3 959 m
- 施工規格 : 完成6車線

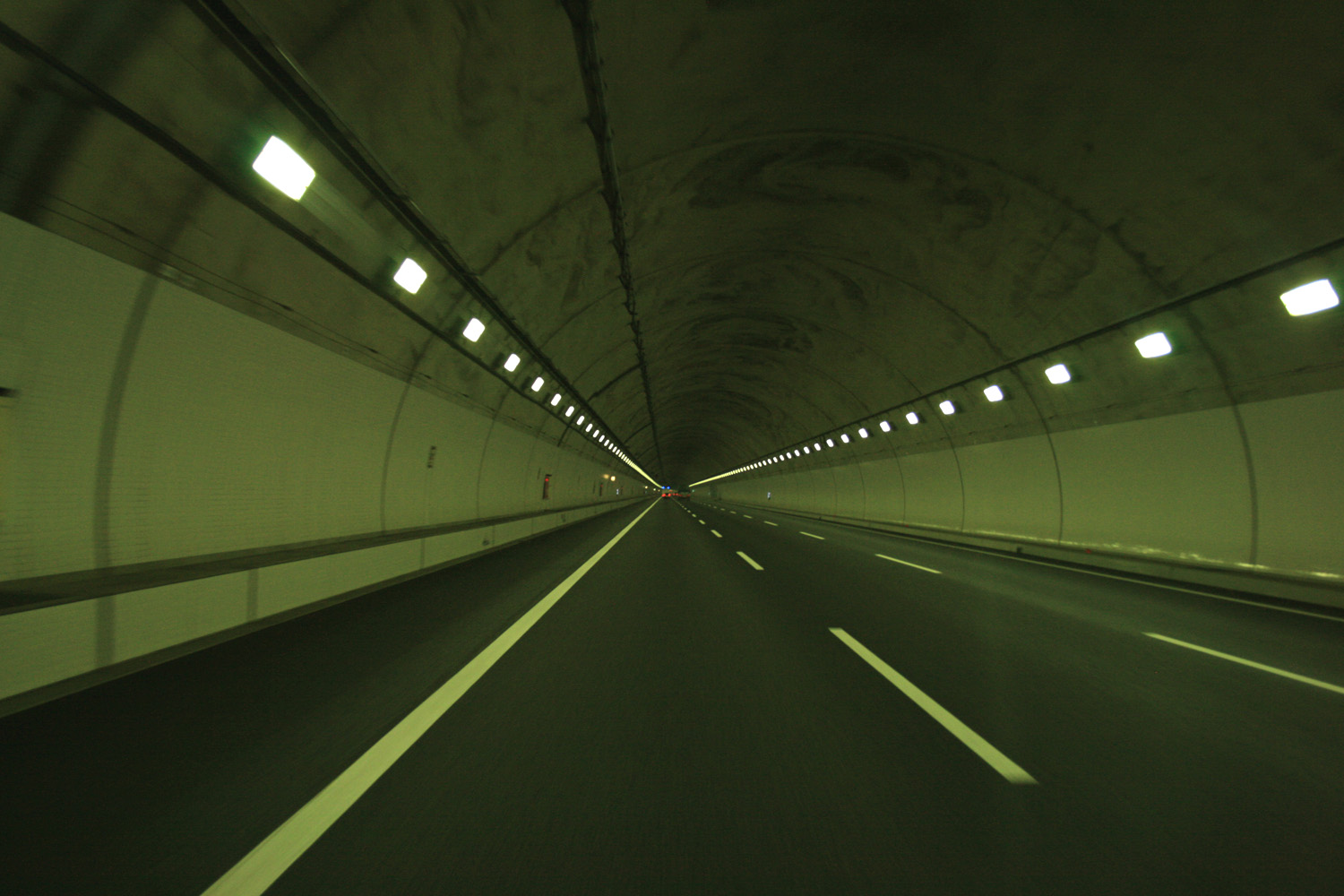
鈴鹿トンネル下り線

- 所在地 : 三重県亀山市安坂山町-滋賀県甲賀市土山町山女原-甲賀市土山町笹路

### 笹路川橋
上り線は暫定4車線規格の2車線供用であるが、下り線は完成6車線規格の3車線供用中。鈴鹿トンネルの西坑口付近に架設されており、新名神高速道路供用区間中では珍しい防風壁が設置されている。
- 長さ
  - 上り線 : 61 m
  - 下り線 : 98 m
- 形式 : PRC3径間連続ポータルラーメン中空床版橋
- 荷重 : B活荷重
- 支間長 : 32.5 + 33.0 + 31.5 m
- 最大支間長 : 33 m
- 幅員 : 18.050 m（有効幅員 : 16.5 m）
- 施工規格
  - 上り線 : 暫定4車線のち完成6車線（拡幅事業中）
  - 下り線 : 完成6車線
- 架設工法
  - A1-P1 : トラス式支保工工法
  - P1-P2 : 梁支柱式支保工工法
- 立体交差 : 滋賀県道187号黒川山中線・笹路川
- 所在地 : 滋賀県甲賀市土山町笹路

### 土山橋

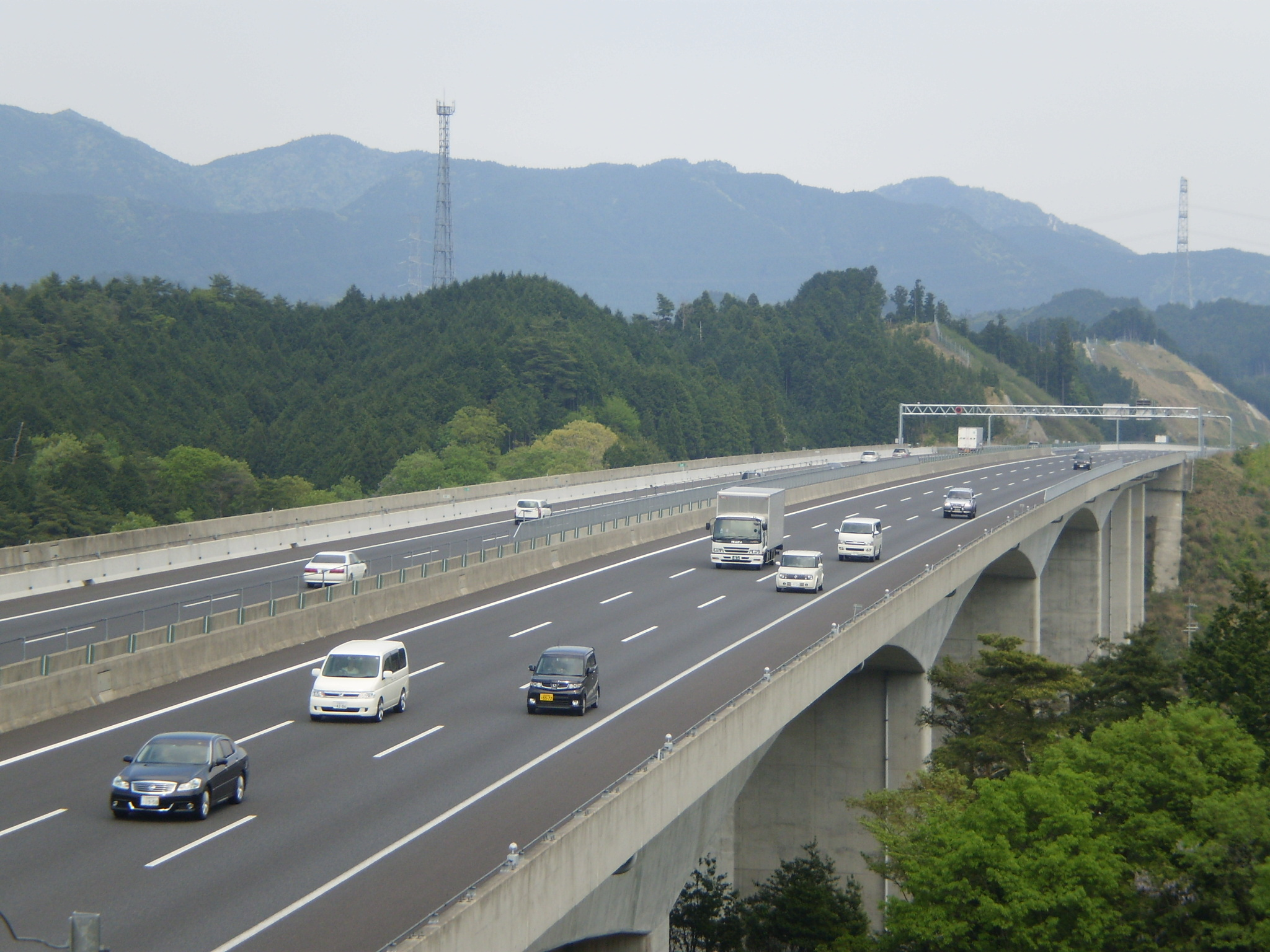
土山橋（下り線側）

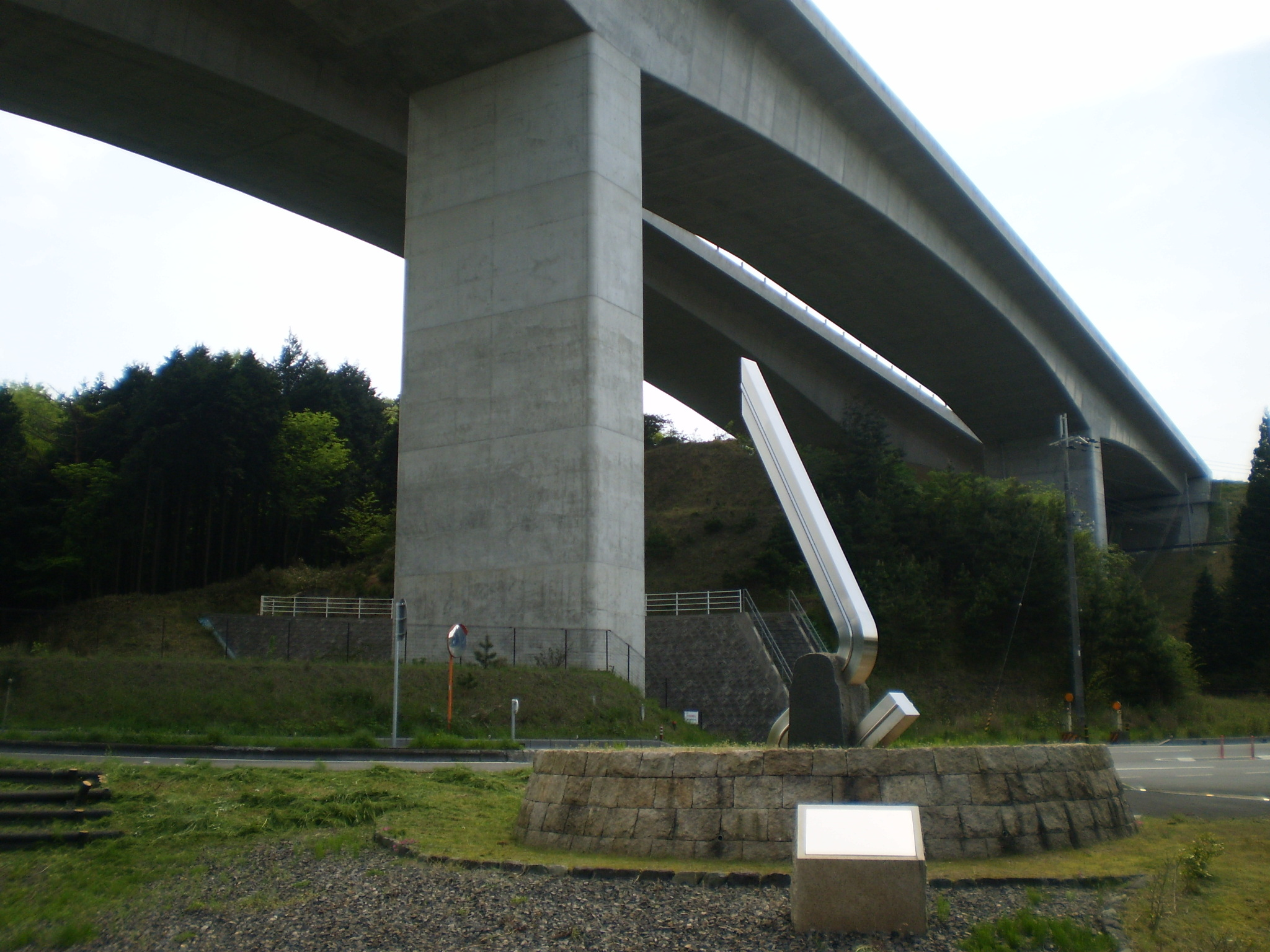
「第二名神滋賀県起工の地」記念碑

下り線部分は滋賀県内で初めて着工された箇所で、付近には「第二名神滋賀県起工の地」記念碑が旧土山町によって建てられた。上り線は暫定4車線規格の2車線供用であるが、下り線は完成6車線規格の3車線供用中。
- 長さ
  - 上り線 : 507 m
  - 下り線 : 510 m
- 形式 : 7径間連続PCラーメン橋
- 荷重 : B活荷重
- 支間長 : 41.1+42.5+66.0+2×110.0+86.0+48.6 m
- 幅員 : 17.430 m（有効幅員 : 16.5 m）
- 施工規格
  - 上り線 : 暫定4車線のち完成6車線（拡幅済）
  - 下り線 : 完成6車線
- 立体交差 : 国道1号・旧東海道・山中川
- 所在地 : 滋賀県甲賀市土山町山中-甲賀市土山町猪鼻

### 唐戸川橋
上り線は暫定4車線規格の2車線供用であるが、下り線は完成6車線規格の3車線供用中。
- 長さ
  - 上り線 : 327 m
  - 下り線 : 319 m
- 施工規格
  - 上り線 : 暫定4車線のち完成6車線（拡幅済）
  - 下り線 : 完成6車線
- 立体交差 : 滋賀県道129号南土山甲賀線・唐戸川
- 所在地 : 滋賀県甲賀市土山町南土山

### 土山ランプ橋
新名神高速道路上り線から土山SAへのランプ上に架けられたランプ橋であり、新名神高速道路本線上に架かる橋梁ではない。
- 立体交差 : 新名神高速道路・土山Dランプ（土山SA下り線から新名神高速道路へのランプ）
- 所在地 : 滋賀県甲賀市土山町南土山-甲賀市甲賀町神-甲賀市土山町南土山

### 岩室橋
甲賀土山IC京都方面ランプ直後に架設されており、上り線橋梁の左側には甲賀土山ICへ流出する甲賀土山Bランプ橋が架設されている。
- 長さ
  - 上り線 : 150 m
  - 下り線 : 145 m
- 形式 : 4径間連続鋼少数主桁橋
- 施工規格 : 完成6車線
- 所在地 : 滋賀県甲賀市甲賀町岩室

### 大水戸跨道橋
新名神高速道路を跨ぐ跨道橋であり、新名神高速道路本線上に架かる橋梁ではない。
- 立体交差 : 新名神高速道路
- 所在地 : 滋賀県甲賀市甲賀町岩室

### 佐治川橋
- 長さ : 136 m
- 施工規格
  - 上り線 : 完成6車線
  - 下り線 : 暫定4車線のち完成6車線（拡幅済）
- 立体交差 : 滋賀県道24号甲賀土山線・佐治川
- 所在地 : 滋賀県甲賀市甲賀町小佐治

### 六郎谷跨道橋
新名神高速道路を跨ぐ跨道橋であり、新名神高速道路本線上に架かる橋梁ではない。
- 立体交差 : 新名神高速道路
- 所在地 : 滋賀県甲賀市甲賀町小佐治

### 漆谷跨道橋
新名神高速道路を跨ぐ跨道橋であり、新名神高速道路本線上に架かる橋梁ではない。
- 立体交差 : 新名神高速道路
- 所在地 : 滋賀県甲賀市甲賀町神保

### 神保第一高架橋
- 長さ
  - 上り線 : 216 m
  - 下り線 : 250 m
- 施工規格 : 完成6車線
- 所在地 : 滋賀県甲賀市甲賀町神保

### 神保第二高架橋
- 長さ : 64 m
- 施工規格 : 暫定4車線のち完成6車線（拡幅済）
- 立体交差 : 滋賀県道126号相模水口線
- 所在地 : 滋賀県甲賀市甲賀町神保

### 高野高架橋

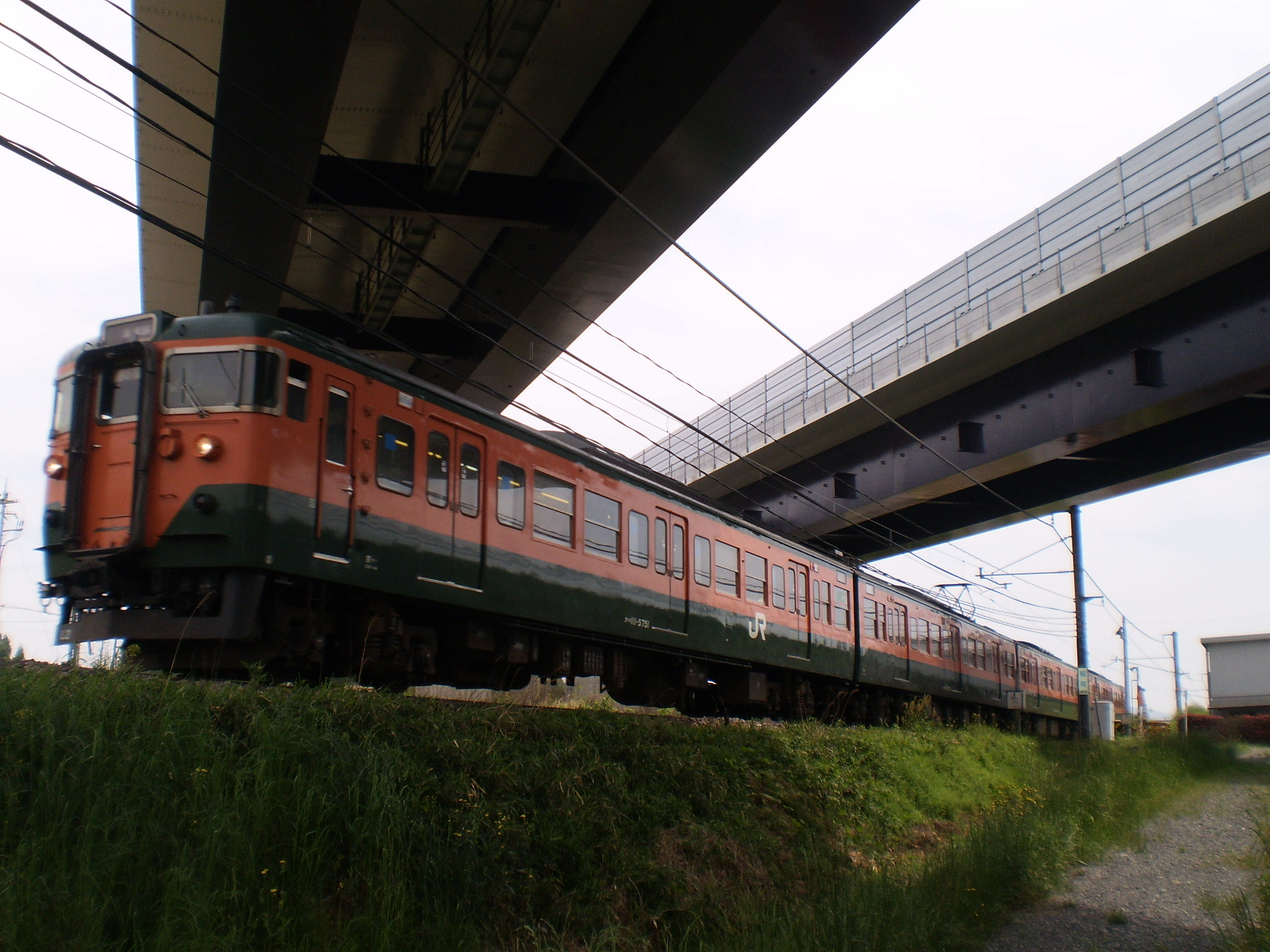
高野高架橋とJR草津線

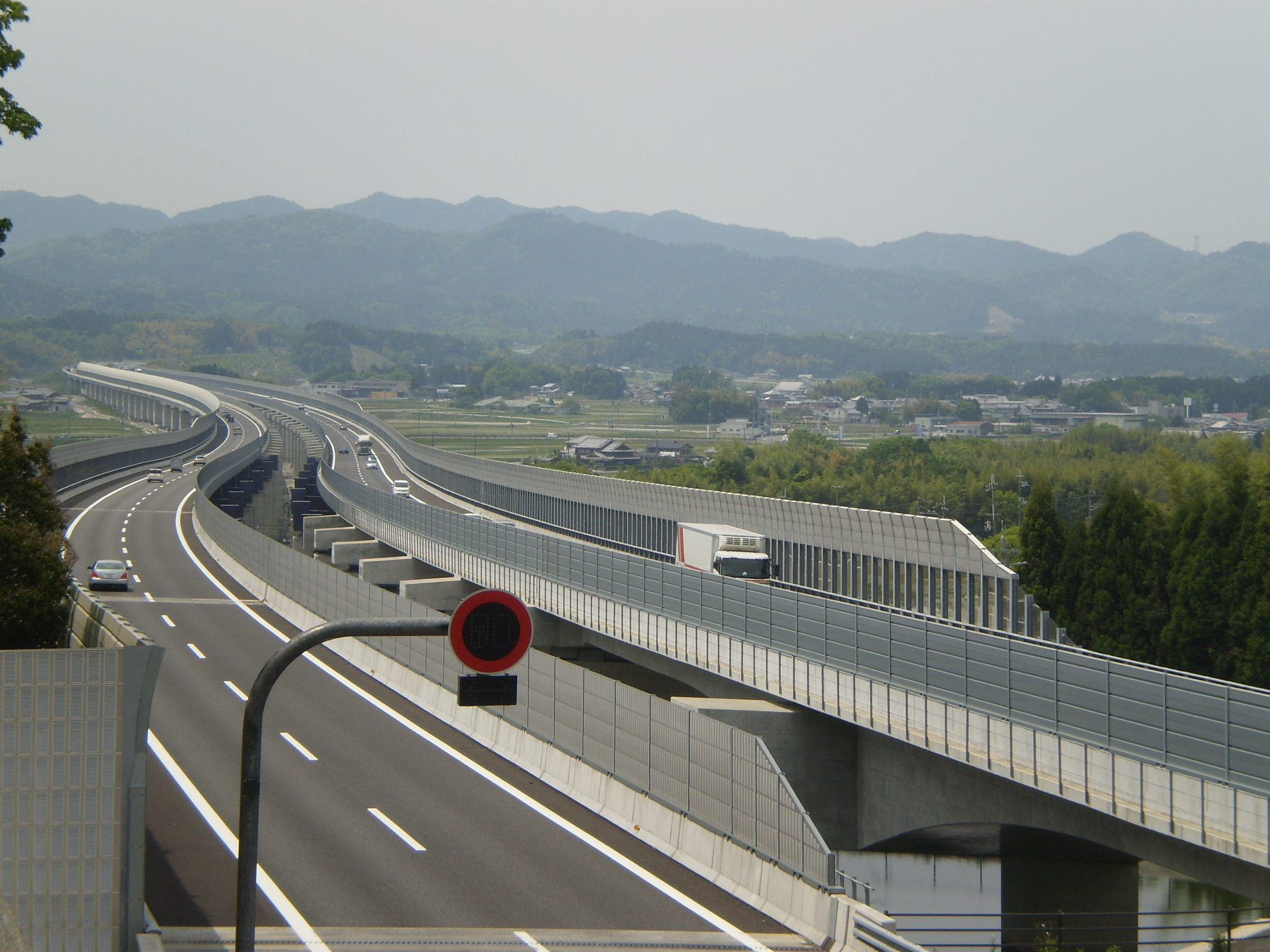
高野高架橋 杣川橋 池田高架橋

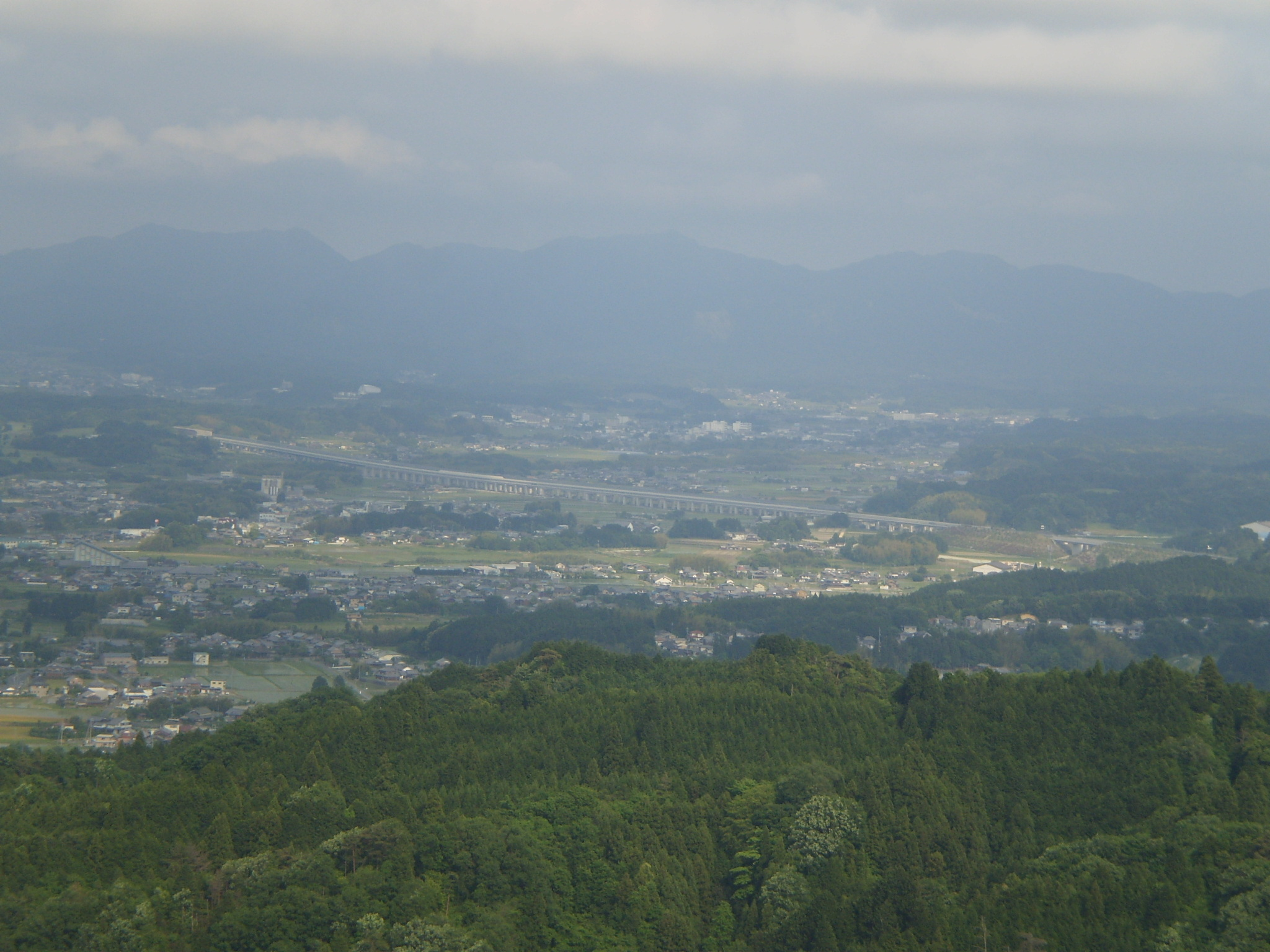
高野高架橋 杣川橋 池田高架橋
（広徳寺展望台より）

額縁橋脚を採用し、杣川橋や池田高架橋と一体的な構造
- 長さ : 270 m
- 施工規格 : 暫定4車線のち完成6車線（拡幅事業中）
- 立体交差 : 滋賀県道4号草津伊賀線・JR草津線
- 所在地 : 滋賀県甲賀市甲賀町高野

### 杣川橋
額縁橋脚を採用し、高野高架橋や池田高架橋と一体的な構造
- 長さ
  - 上り線 : 391 m
  - 下り線 : 395 m
- 形式 :  鋼6径間連続合成細幅箱桁
- 有効幅員 : 17.7 m
- 施工規格 : 暫定4車線のち完成6車線（拡幅事業中）
- 架設工法 : ベント併用トラッククレーン横取り工法
- 竣工 : 2006年5月
- 立体交差 : 杣川
- 所在地 : 滋賀県甲賀市甲賀町高野-甲賀市甲南町池田

### 池田高架橋
額縁橋脚を採用し、高野高架橋や杣川橋と一体的な構造
- 長さ
  - 上り線 : 1 464 m
  - 下り線 : 1 460 m
- 施工規格 : 暫定4車線のち完成6車線（拡幅事業中）
- 着工 : 2003年1月
- 立体交差 : 滋賀県道134号上馬杉野尻線
- 所在地 : 滋賀県甲賀市甲南町池田-甲賀市甲南町野尻

### 浅野川橋
- 長さ : 102 m
- 施工規格 : 暫定4車線のち完成6車線（拡幅事業中）
- 立体交差 : 浅野川
- 所在地 : 滋賀県甲賀市甲南町野尻-甲賀市甲南町竜法師

### 竜法師跨道橋
新名神高速道路を跨ぐ跨道橋であり、新名神高速道路本線上に架かる橋梁ではなく、滋賀県道133号伊賀甲南線の橋梁である。
- 荷重 : B活荷重
- 架設工法 : アンダーソン工法
- 竣工 : 2005年9月
- 立体交差 : 新名神高速道路
- 所在地 : 滋賀県甲賀市甲南町竜法師

### 磯尾川橋
- 長さ : 317 m
- 施工規格
  - 上り線 : 完成6車線
  - 下り線 : 暫定4車線のち完成6車線（拡幅事業中）
- 立体交差 : 滋賀県道49号甲南阿山伊賀線・磯尾川
- 所在地 : 滋賀県甲賀市甲南町竜法師-甲賀市甲南町新治

### 新治橋
上下線橋梁の両側には新名神高速道路⇔甲南IC/PA名古屋方面の甲南Aランプ橋・甲南Bランプ橋が平行して架設されている
- 長さ
  - 上り線 : 142 m
  - 下り線 : 138 m
- 施工規格 : 暫定4車線のち完成6車線（拡幅事業中）
- 立体交差 : 滋賀県道337号柑子塩野線
- 所在地 : 滋賀県甲賀市甲南町新治

### 黒政橋
- 長さ
  - 上り線 : 88 m
  - 下り線 : 72 m
- 施工規格 : 暫定4車線のち完成6車線（拡幅事業中）
- 所在地 : 滋賀県甲賀市甲南町杉谷

### 杉谷川橋
建設工事中に橋を支える西側にある上下線の橋台2基が、盛土が大量の雨水を含み膨張するなどとして平行方向に最大10 cm、垂直方向に最大6 cmずれていることが分かった。旧日本道路公団（JH）は盛土の中に排水管を追加し、2基の橋台の間に井戸を掘って水を抜いたほか、橋台を支えている杭を2倍に増やすなどの補強工事を約9,000万円かけて行った。JH側は「施工上、10 cmの誤差は許容範囲内で、補強対策も行ったので安全性に問題はない」としている。
- 長さ
  - 上り線 : 453 m
  - 下り線 : 445 m

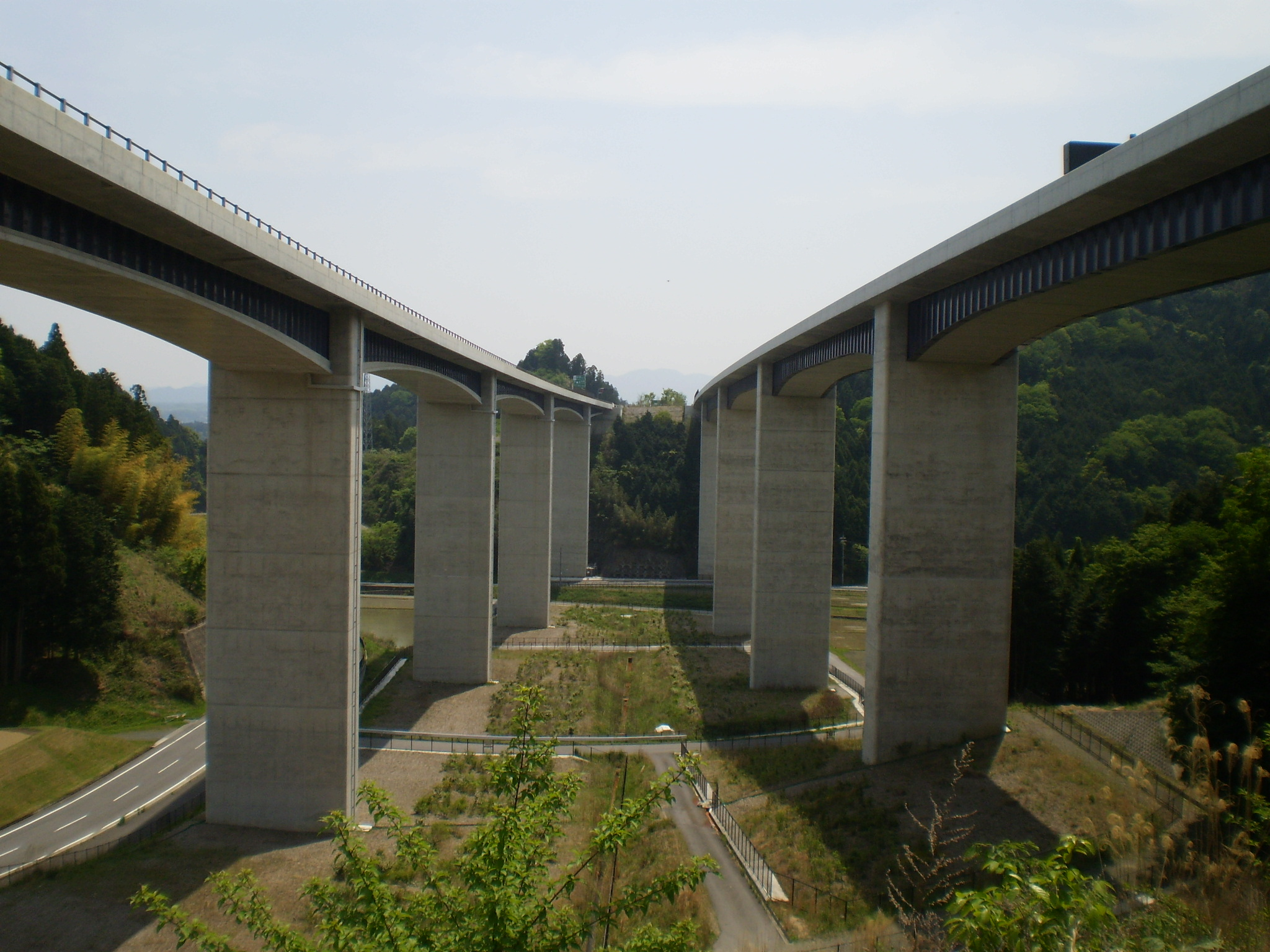
杉谷川橋

- 形式 : PC6径間連続ラーメン波形鋼板ウェブ箱桁橋
- 荷重 : B活荷重
- 支間長
  - 上り線 : 52.1+4@87.0+51.2
  - 下り線 : 49.1+3@79.0+94.0+63.5
- 幅員 : 11.46 m
- 施工規格 : 暫定4車線のち完成6車線（拡幅事業中）
- 平面線形 : R=4,500m
- 縦断勾配 : 2.0 %
- 横断勾配 : 2.5 %
- 架設工法 : 片持式張出し架設工法
- 定着工法 : アンダーソン工法
- 着工 : 2002年12月
- 竣工 : 2005年3月
- 立体交差 : 滋賀県道132号甲南阿山線
- 所在地 : 滋賀県甲賀市甲南町杉谷

### 甲南トンネル

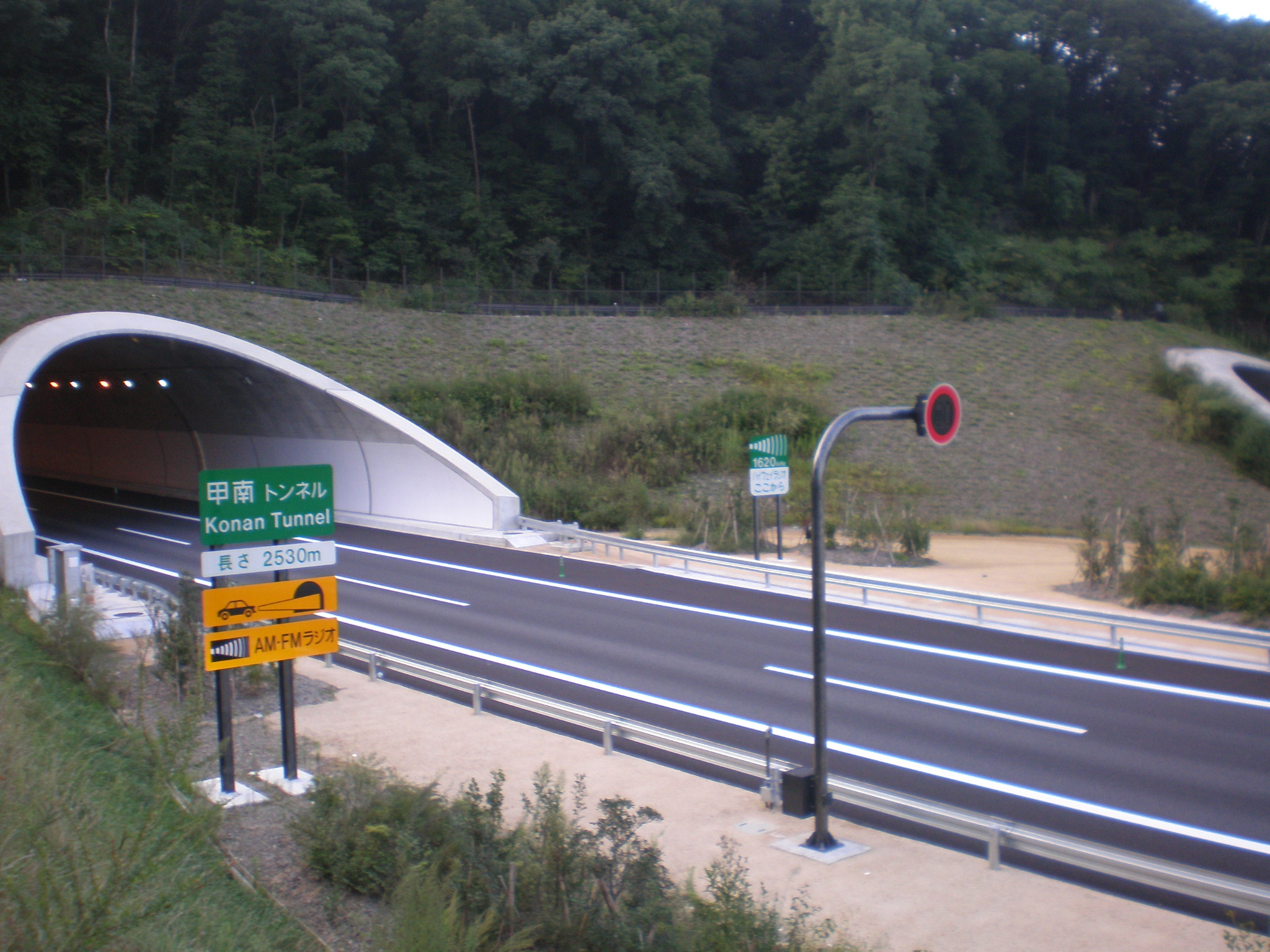
甲南トンネル下り線入口

トンネル内でハイウェイラジオ（甲南トンネル上り・下り）を放送している。メタルハライドランプを用いた片側照明方式（出入口付近は両側設置）を採用しており、同じ照明方式の金勝山トンネルとともに社団法人照明学会の2008年照明普及賞優秀施設賞を受賞した。
暫定4車線での供用であり、トンネル内部の側方余裕は誤走行を防ぐためにラバーポールで分離されている。トンネル内に限らず、完成6車線規格での施工部は同じ対応をとっている。
- 長さ
  - 上り線 : 2 562 m
  - 下り線 : 2 530 m
- 幅員構成
  - 暫定4車線（片側2車線）
    - 左路肩 : 3.5 m
    - 車道（2車線） : 7.25 m
    - 右路肩 : 1.0m
    - 側方余裕 : 3.25 m

  - 完成6車線（片側3車線）
    - 左路肩 : 2.5m
    - 車道（3車線） : 11.25 m
    - 右路肩 : 1.25 m
- 導杭貫通日
  - 上り線 : ?
  - 下り線 : 2004年12月5日
- 本杭貫通日
  - 上り線 : 2004年9月17日
  - 下り線 : 2006年4月26日
- 施工規格 : 完成6車線
- 所在地 : 滋賀県甲賀市甲南町塩野-甲賀市甲南町杉谷-甲賀市甲南町塩野

### つめた谷橋
- 長さ
  - 上り線 : 30 m
  - 下り線 : 43 m
- 施工規格
  - 上り線 : 完成6車線
  - 下り線 : 暫定4車線のち完成6車線（拡幅済）
- 所在地
  - 上り線 : 滋賀県甲賀市水口町牛飼-甲賀市甲南町塩野
  - 下り線 : 滋賀県甲賀市甲南町塩野

### 隼人川橋
- 長さ
  - 上り線 : 674 m
  - 下り線 : 708 m
- 形式 : 鋼6+4径間連続合成開断面箱桁
- 荷重 : B活荷重
- 支間長

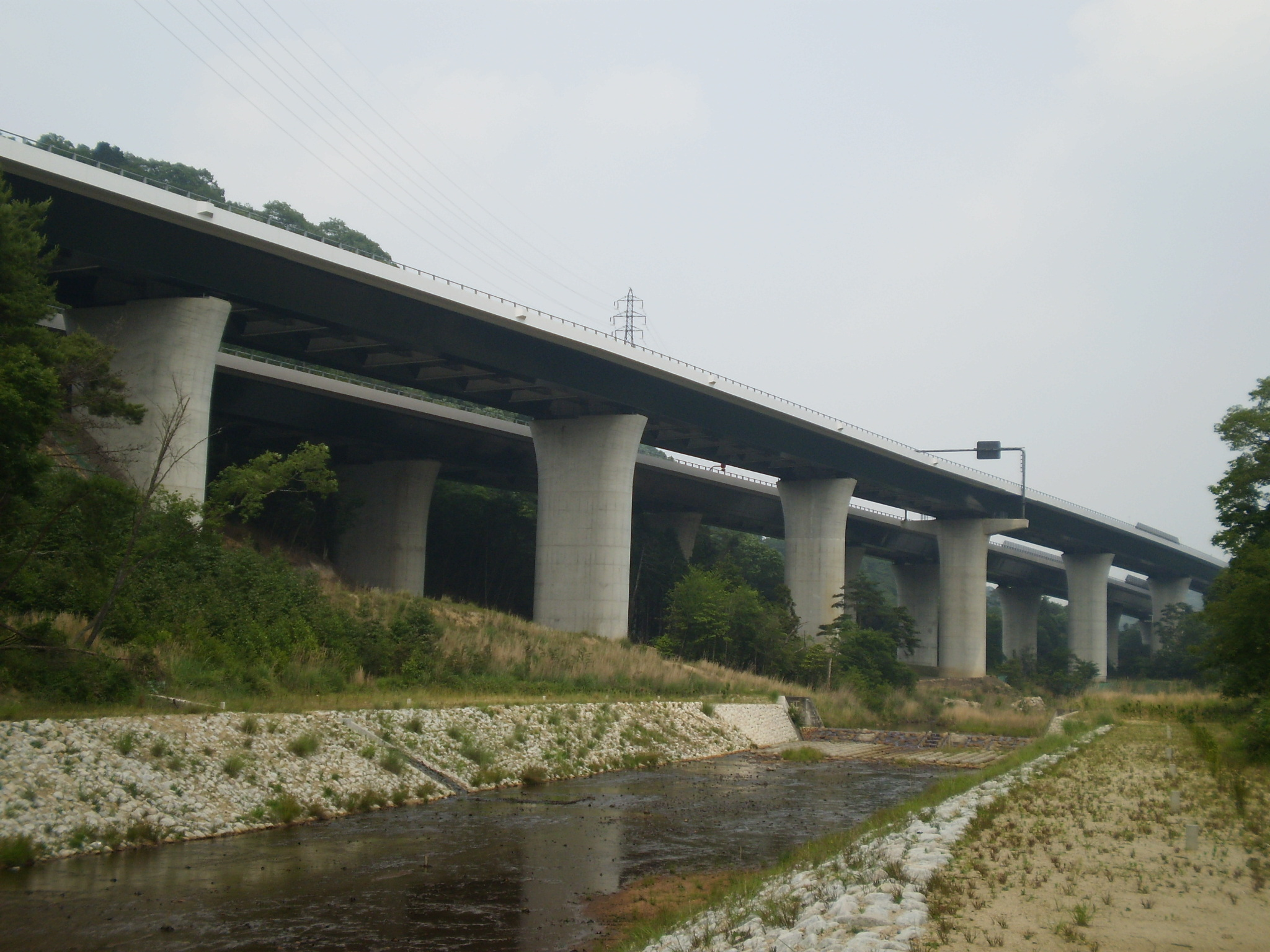
隼人川橋

  - 上り線 : 45.0+58.0+67.0+2@96.0+74.0+43.2+2@64.0+63.2 m
  - 下り線 : 47.0+61.0+3@87.0+82.0+63.2+2@64.0+62.2 m
- 幅員
  - 上り線 : 16.5-20.0 m
  - 下り線 : 16.6-20.7 m
- 施工規格 : 完成6車線
- 竣工 : 2006年3月
- 仮称 : 信楽第一橋
- 立体交差 : 国道307号・信楽高原鐵道信楽線・隼人川
- 所在地 : 滋賀県甲賀市甲南町塩野-甲賀市水口町牛飼-甲賀市信楽町黄瀬

### 紫香楽橋
新宮神社遺跡が本線工事中に発掘され、2001年2月に滋賀県教育委員会と信楽町教育委員会が旧日本道路公団（JH）に保存を要請、2001年11月28日に両教育委員会とJHが信楽ICのランプ橋脚計3本を東に20mずつ、遺跡西側の本線にある当橋の橋脚2本を東に10 mずつずらす計画変更で合意した。これにより遺跡の喪失を免れることができたが、工費が4000万円増加し、工事の着工も1年遅れた。
- 長さ
  - 上り線 : 328 m
  - 下り線 : 327 m
- 形式 : 鋼5径間連続開断面箱桁橋
- 支間長 : 62.258 m+90.228 m+70.178 m+70.179 m+33.188 m
- 有効幅員 : 16.500 m-25.490 m
- 施工規格
  - 上り線 : 完成6車線およびランプ部
  - 下り線 : 暫定4車線のち完成6車線（拡幅事業中）およびランプ部
- 架設工法 : 送出し架設工法
- 仮称 : 信楽第二橋
- 立体交差 : 滋賀県道53号牧甲西線・馬門川
- 所在地 : 滋賀県甲賀市信楽町黄瀬

### 黄瀬跨道橋
新名神高速道路を跨ぐ跨道橋であり、新名神高速道路本線上に架かる橋梁ではない。
- 架設工法 : シングルストランド工法
- 竣工 : 2004年12月
- 立体交差 : 新名神高速道路
- 所在地 : 滋賀県甲賀市信楽町黄瀬

### 洗谷橋
- 長さ
  - 上り線 : 207 m
  - 下り線 : 95 m
- 施工規格
  - 上り線 : 完成6車線
  - 下り線 : 暫定4車線のち完成6車線（拡幅事業中）
- 仮称 : 信楽第三橋
- 所在地 : 滋賀県甲賀市信楽町黄瀬

### 掛ヶ谷橋
- 長さ
  - 上り線 : 60 m
  - 下り線 : 45 m
- 施工規格
  - 上り線 : 完成6車線
  - 下り線 : 暫定4車線のち完成6車線（拡幅事業中）
- 仮称 : 信楽第四橋
- 所在地 : 滋賀県甲賀市信楽町黄瀬

### 五本松橋
- 長さ
  - 上り線 : 40 m
  - 下り線 : 42 m
- 施工規格
  - 上り線 : 完成6車線
  - 下り線 : 暫定4車線のち完成6車線（拡幅事業中）
- 仮称 : 信楽第五橋
- 所在地 : 滋賀県甲賀市信楽町黄瀬

### 取谷橋
- 長さ
  - 上り線 : 152 m
  - 下り線 : 104 m
- 形式 : PC2径間連続ラーメン橋
- 支間長
  - 上り線 : 71.8+77.8
  - 下り線 : 40.8+60.8
- 有効幅員
  - 上り線 : 16.5 m
  - 下り線 : 11.4 m
- 施工規格
  - 上り線 : 完成6車線
  - 下り線 : 暫定4車線のち完成6車線（拡幅事業中）
- 架設工法 : 張出架設工法
- 仮称 : 信楽第六橋
- 所在地 : 滋賀県甲賀市信楽町黄瀬

### 土立谷橋
- 長さ
  - 上り線 : 391 m
  - 下り線 : 395 m

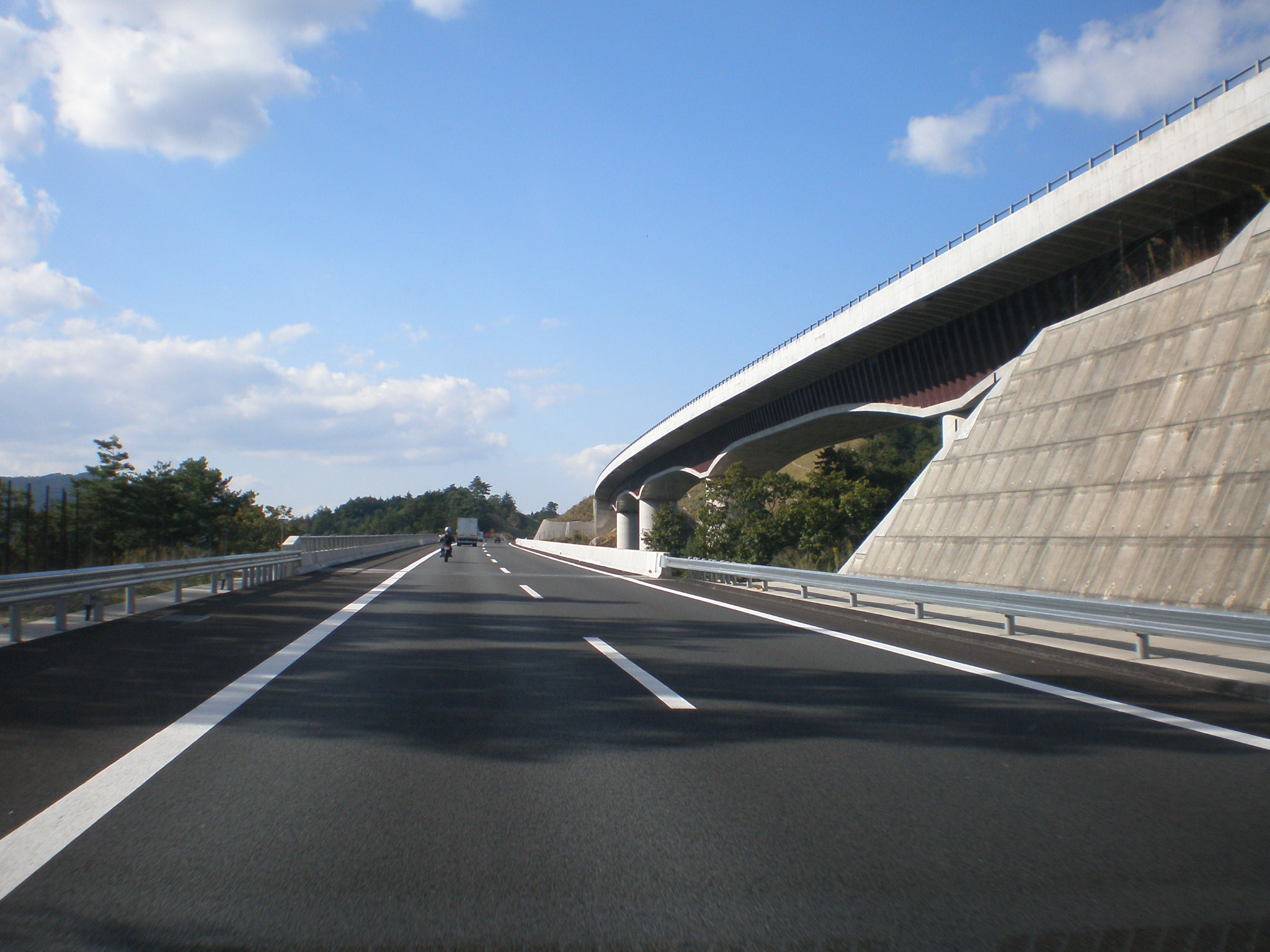
土立谷橋下り線

- 形式 :  5径間連続ラーメン波形鋼板ウェブ箱桁橋
- 荷重 : B活荷重
- 支間長
  - 上り線 : 57.5+3@89.0+57.5
  - 下り線 : 49.6+3@85.0+49.6
- 幅員 : 17.63 m（有効幅員 : 16.5 m）
- 施工規格
  - 上り線 : 完成6車線
  - 下り線 : 暫定4車線のち完成6車線（拡幅事業中）
- 横断勾配 : 4.0 %
- 架設工法 : 張出架設工法
- 着工 : 2002年5月
- 竣工 : 2004年12月
- 仮称 : 信楽第七橋
- 所在地 : 滋賀県甲賀市信楽町黄瀬

### 文蔵谷橋
- 長さ
  - 上り線 : 21 m
  - 下り線 : 22 m
- 施工規格 : 暫定4車線のち完成6車線（拡幅事業中）
- 仮称 : 信楽第八橋
- 所在地 : 滋賀県甲賀市信楽町黄瀬

### 近江大鳥橋
- 長さ
  - 上り線 : 555 m
  - 下り線 : 495 m
- 施工規格 : 完成6車線
- 仮称 : 栗東橋

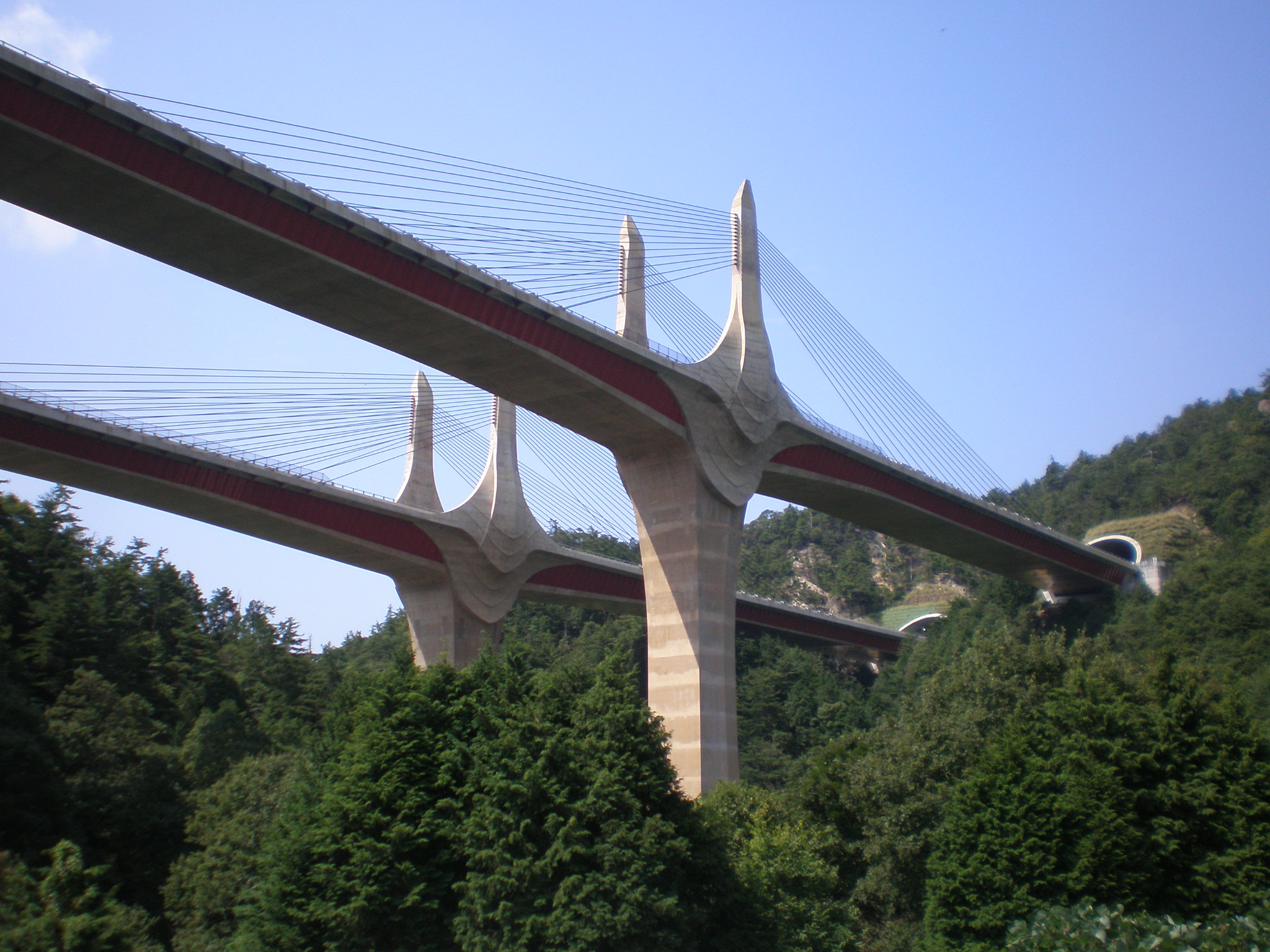
近江大鳥橋

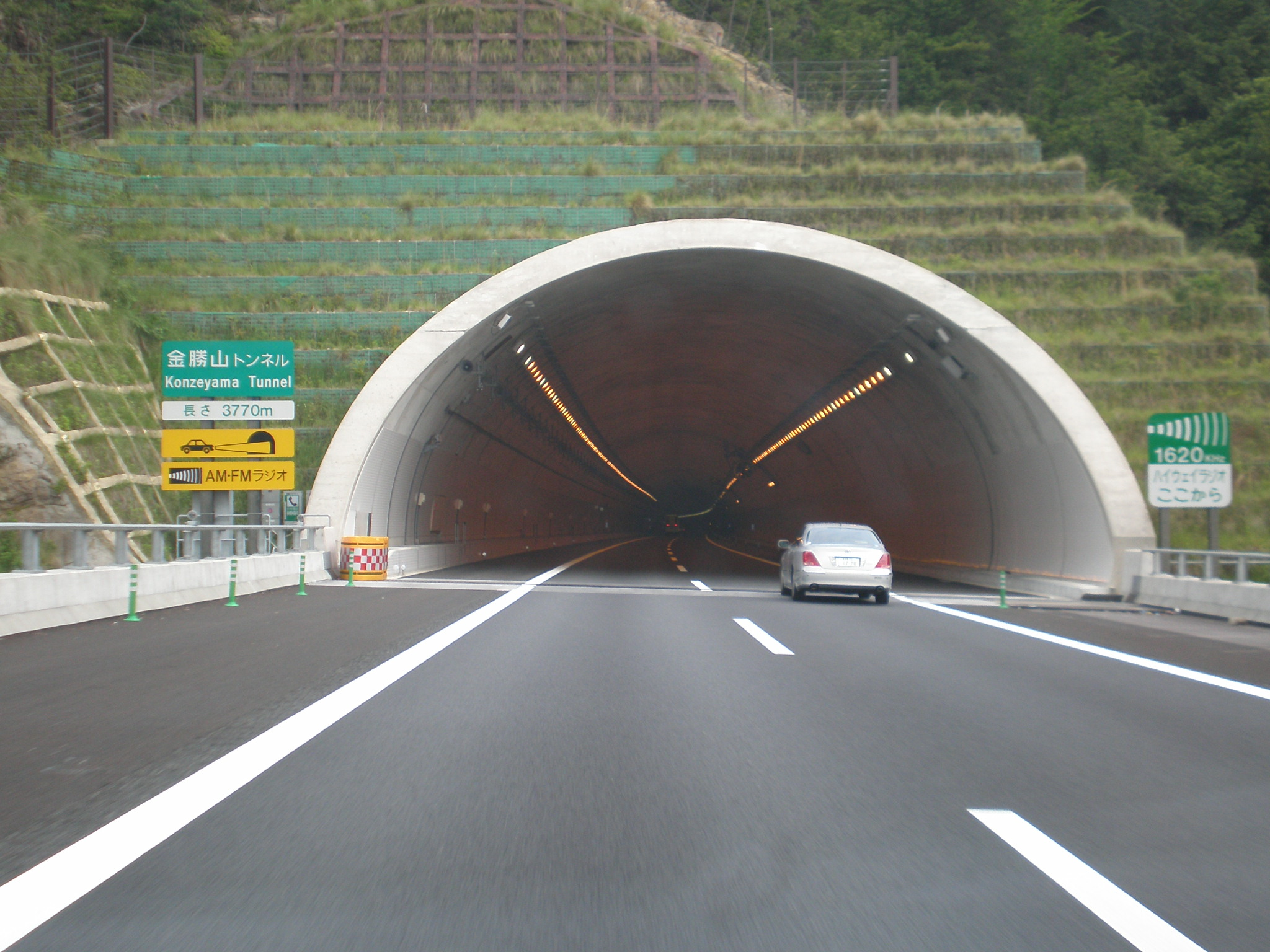
金勝山トンネル下り線入口

- 立体交差 : 滋賀県道12号栗東信楽線・大戸川支流
- 所在地 : 滋賀県甲賀市信楽町黄瀬-大津市上田上大鳥居町-栗東市荒張

### 金勝山トンネル
仮称は栗東トンネルで、供用済みの区間では箕面トンネル、野登トンネル、鈴鹿トンネルに次いで4番目に長いトンネルである。
トンネル内でハイウェイラジオ（金勝山トンネル上り・下り）を放送している。
メタルハライドランプを用いた片側照明方式（出入口付近は両側設置）を採用しており、同じ照明方式の甲南トンネルとともに社団法人照明学会の2008年照明普及賞優秀施設賞を受賞した。また、メタルハライドランプの新規開発により金勝山トンネルでは以下の表の通り、設置個数が削減できた。
|          | 従来型 | 改良型 | 備考   |
| -------- | ------ | ------ | ------ |
| 設置間隔 | 3.9 m  | 4.5 m  | 1.15倍 |
| 設置個数 | 984灯  | 854灯  | ▲130灯 |

暫定4車線での供用であり、トンネル内部の側方余裕は誤走行を防ぐためにラバーポールで分離されている。トンネル内に限らず、完成6車線規格での施工部は同じ対応をとっている。
下り線TBMの平均月進記録で国内新記録を更新した。
金勝山という山は存在せずに周囲の山を総称して金勝山（金勝山地）と呼び、通過しているのは竜王山である。
- 長さ
  - 上り線 : 3 836 m
  - 下り線 : 3 765 m
- 施工規格 : 完成6車線
- 仮称 : 栗東トンネル
- 所在地 : 滋賀県栗東市荒張-大津市上田上桐生町

| 幅員構成 - 暫定4車線（片側2車線） - 左路肩 : 3.5 m - 車道（2車線） : 7.25 m - 右路肩 : 1.0 m - 側方余裕 : 3.25 m - 完成6車線（片側3車線） - 左路肩 : 2.5 m - 車道（3車線） : 11.25 m - 右路肩 : 1.25 m | 構造内訳 - 上り線 - トンネル掘削工 : 693.5 m - インバート工 : 635.0 m - 覆工 : 1 123.5 m - 坑門工 : 14.0 m - 下り線 - トンネル掘削工 : 809.4 m - インバート工 : 853.5 m - 覆工 : 1 084.5 m - 坑門工 : 14.0 m | TBM概要 - 形式 : オープン型 - 掘削径 : 5.0 m - 機長 : 15.4 m - 全長 : 約90 m - 重量 : 約355 t | TBM掘進記録 - 上り線 - 発進 : 1998年6月12日 - 貫通 : 1999年6月28日 - 貫通式 : 1999年7月20日 - 下り線 - 発進 : 1999年11月15日 - 貫通 : 2000年6月26日 - 貫通式 : 2000年7月6日 - 平均月進 : 338 m（国内新記録） - 最高月進 : 516 m |

## 本線（大津 - 高槻）

### 大戸川橋
- 形式 : PRC10径間連続波形鋼板ウェブラーメン箱桁橋

未供用。大津JCT部。

### 上中野橋
- 形式 : 鋼単純片側剛結3主鈑桁橋（上り）、鋼ポータルラーメン3主鈑桁橋（下り）

未供用

### 吉祥寺川橋
- 形式 : 鋼8径間連続合成3主鈑桁橋

未供用

### 宮川橋

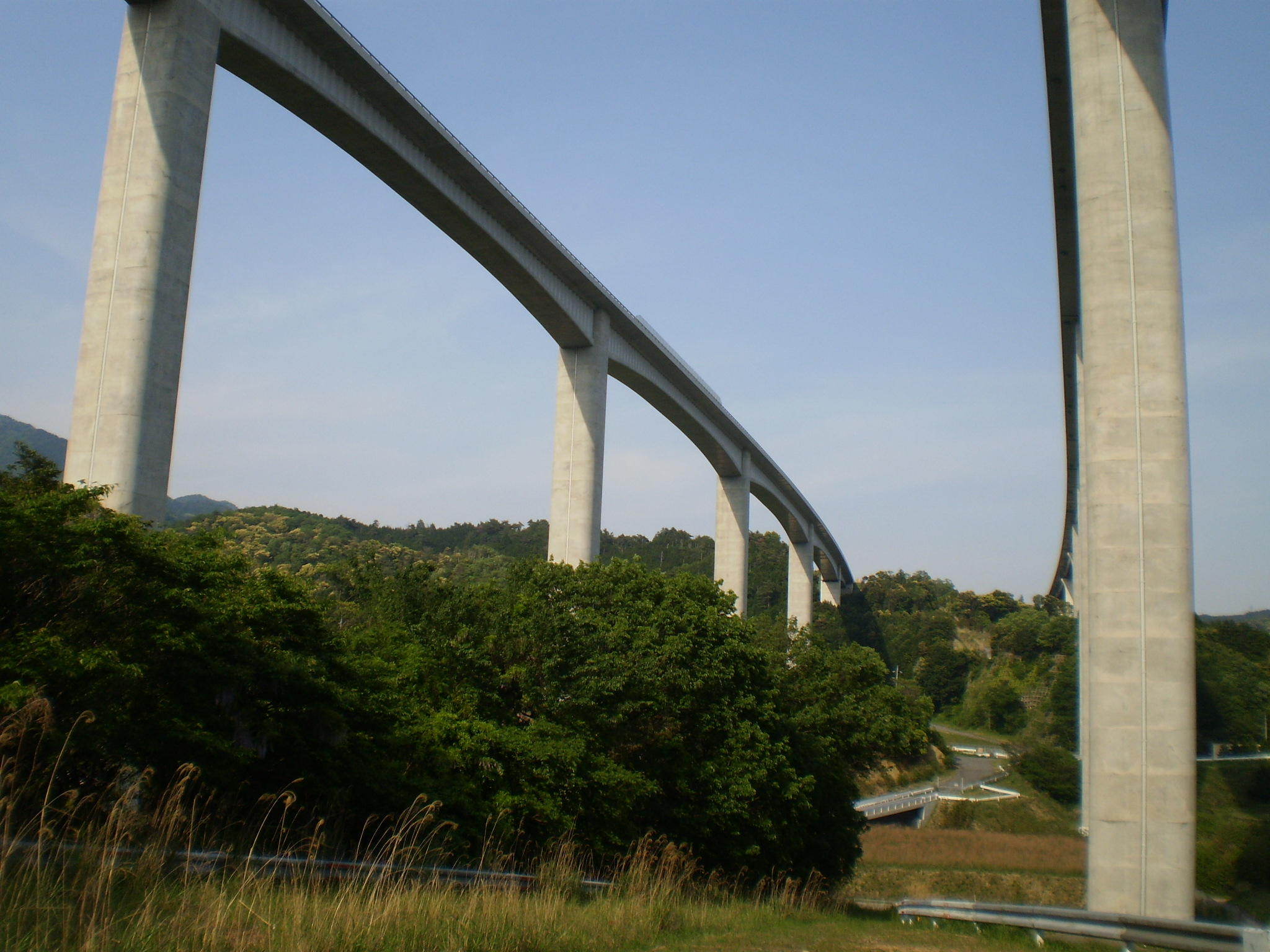
池山高架橋

- 形式 : 鋼4径間連続合成3主鈑桁橋

未供用

### 天神川橋
- 形式 : RC7径間連続2層式アーチ橋（上下一体）

未供用

### 信楽川橋
- 形式 : PRC5径間連続波形鋼板ウェブラーメン箱桁橋

未供用

### 大津大石トンネル
- 形式 : PRC3径間連続ラーメン箱桁橋

未供用

### 山城谷川橋
- 形式 : PRC3径間連続ラーメン箱桁橋

未供用

### 奥山田川橋
- 形式 : PRC4径間連続ラーメン箱桁橋

未供用

### 大石小田原橋
- 形式 : PRC3径間連続ラーメン箱桁橋（上下一体）

未供用

### 宇治田原第一高架橋
- 形式 : 鋼6径間連続鋼床版箱桁橋（上り）、鋼5径間連続鋼床版箱桁橋（下り）

未供用

### 宇治田原トンネル
未供用

### 宇治田原第二高架橋
- 形式 : PRC7径間連続ラーメン箱桁橋

未供用

### 富野高架橋
- 形式 : 鋼11径間連続3主鈑桁橋

未供用

### 城陽高架橋
未供用

#### 城陽第一高架橋
- 形式 : 鋼6径間連続細幅箱桁橋

#### 城陽第二高架橋
- 形式 : PC6+5+4+5+4径間連続プレキャストセグメント箱桁橋+5径間連続（鋼・PC混合桁＋PCプレキャストセグメント箱桁）混合桁橋+4径間連続プレキャストセグメント箱桁橋

未供用

#### 城陽第三高架橋
- 形式 : 鋼6径間連続細幅箱桁橋

未供用

#### 城陽西高架橋
- 形式 : 鋼11径間連続鈑桁橋

未供用。城陽JCT部。

### 新名神木津川橋
- 形式 : 鋼11径間連続（箱桁+鈑桁）混合桁橋

### 京田辺高架橋
- 形式 : PRC10径間連続2主鈑桁橋+PC13径間連続プレテンT桁橋+PRC15径間連続（箱桁+2主鈑桁）混合桁橋2連

### 大谷川橋
- 形式 : 鋼単純合成3主箱桁橋（上り）、鋼2径間連続合成3主箱桁橋（下り）

未供用

### 美濃山第一高架橋
- 形式 : PC単純プレテン中空床版桁橋

未供用

### 美濃山第二高架橋
- 形式 : PC単純プレテン中空床版桁橋

未供用

### 枚方トンネル
未供用

### 樟葉高架橋
- 形式 : PRC8径間連続（箱桁+4主鈑桁）混合桁橋

未供用

### 淀川東高架橋
- 形式 : 鋼7径間連続合成桁（箱桁+鈑桁）混合桁橋

未供用

### 淀川橋
- 形式 : PRC7径間連続エクストラドーズド橋（上下一体）

未供用。エクストラドーズド橋部は3径間。

### 高槻高架橋
- 形式 : 鋼7径間連続合成少数鈑桁橋＋鋼11径間連続（鈑桁＋箱桁）混合桁橋

未供用

### 梶原橋
- 形式 : PRC2径間ラーメン箱桁橋

未供用

### 梶原トンネル
未供用

### 金龍寺川橋
- 形式 : PRC単純箱桁橋

未供用

### 成合第一高架橋
- 形式 : PRC6径間連続波形鋼板ウェブ箱桁橋

未供用

### 成合第二高架橋
- 形式 : PRC7径間連続エクストラドーズド橋（上下一体）

未供用

## 本線（高槻 - 神戸）
本項目の橋梁について橋長、形式、施工者は「新名神高速道路（高槻〜神戸）の PC 橋ドライブマップ」に基づく。

### 楊梅山高架橋
- 橋長 : 1 106.5 m（上り）、1 116.5 m（下り）
- 形式 : PRC12径間連続（波形鋼板+PRC箱桁）混合桁橋（上り）、PRC11径間連続（波形鋼板+PRC箱桁）混合桁橋（下り）

### 檜尾川橋
- 橋長 : 132.0 m（上り）、51.0 m（下り）
- 形式 : PRC単純箱桁橋（上り）、PRC3径間連続箱桁橋（下り）

### 神峰山トンネル
- 長さ
  - 上り線：294 m
  - 下り線：300 m

### 芥川橋
- 橋長 : 161.0 m（上り）、348.0 m（下り）
- 形式 : PRC3径間連続バタフライウェブラーメン箱桁橋（上り）、PRC6径間連続バタフライウェブラーメン箱桁橋（下り）

### 原萩谷トンネル
- 長さ
  - 上り線：3 015 m
  - 下り線：3 057 m

### 車作橋
下りのみ

### 安威川橋
- 橋長 : 636.0 m（上り）、545.5 m（下り）
- 形式 : PRC8径間連続ラーメン（波形鋼板+箱桁）混合桁橋（上り）、PRC5径間連続波形鋼板ウェブラーメン箱桁橋（下り）

### 下音羽橋
- 橋長 : 不明（上り）、106.0 m（下り）
- 形式 : 不明（上り）、PRC2径間連続Tラーメン箱桁橋（下り）

仮称は下音羽東橋

### 下音羽川橋
- 橋長 : 247.0 m（上り）、370.5 m（下り）
- 形式 : PRC4径間連続波形鋼板ウェブ箱桁橋（上り）、PRC4径間連続波形鋼板ウェブラーメン箱桁橋（下り）

### 竜王山トンネル
- 長さ
  - 上り線：1 586 m
  - 下り線：1 535 m

### 忍頂寺高架橋
- 橋長 : 134.5 m（上り）、131.5 m（下り）
- 形式 : PRC2径間連続ラーメン箱桁橋

### 佐保川橋
- 橋長 : 506.0 m（上り）、511.5 m（下り）
- 形式 : PRC5径間連続波形鋼板ウェブラーメン箱桁橋

### 箕面トンネル
- 長さ
  - 上り線：4 997 m
  - 下り線：4 982 m

### たきのみちゆずる橋
- 橋長 : 166.0 m（下り）
- 形式 : 鋼2径間連続箱桁橋（下り）

仮称は止々呂美橋、下りのみ

### 止々呂美橋
- 橋長 : 604.0 m（上り）、316.0 m（下り）
- 形式 : 鋼11径間連続鈑桁橋（上り）、鋼5径間連続合成少数鈑桁橋（下り）

仮称は余野川橋。2016年（平成28年）5月19日上部工施工中にベントが転倒し箕面有料道路上に落下する事故が発生した。第三者被害なし。

### 止々呂美西山橋
- 橋長 : 247.0 m（上り）、202.0 m（下り）
- 形式 : 鋼4径間連続合成鈑桁橋（上り）、鋼3径間連続合成鈑桁橋（下り）

仮称は北山川橋

### 止々呂美トンネル
- 長さ
  - 上り線：2 123 m
  - 下り線：1 997 m

### 平野橋
- 橋長 : 32.0 m（下り）
- 形式 : PRCポータルラーメン2主鈑桁橋

下りのみ

### 塩川橋
- 橋長 : 97.0 m（上り）、233.5 m（下り）
- 形式 : PRC2径間連続ラーメン（波形鋼板+箱桁）混合桁橋（上り）、PRC3径間連続ラーメン（波形鋼板+箱桁）混合桁橋（下り）

PC工学会賞受賞

### 川西トンネル
トンネルの神戸方は上下線とも完成6車線の規格で掘られておりそれぞれ路肩側に1車線分のスペースがとられている。
- 長さ
  - 上り線：1 103 m
  - 下り線：1 088 m

### 東畦野橋
- 橋長 : 107.5 m（下り）
- 形式 : 鋼2径間連続鈑桁橋（下り）

下りのみ

### 一庫大路次川橋
- 橋長 : 612.5 m（上り）、429.5 m（下り）
- 形式 : 鋼9径間連続（2主鈑桁+1主箱桁）混合桁橋（上り）、鋼7径間連続鈑桁橋（下り）

### 新名神猪名川橋
- 橋長 : 743.0 m（上り）、598.0 m（下り）
- 形式 : PRC連続箱桁橋

仮称は猪名川橋

### 六石山トンネル
- 長さ
  - 上り線：580 m
  - 下り線：582 m

### 広根第一高架橋
- 橋長 : 177.0 m（上り）、159.0 m（下り）
- 形式 : PRC4径間連続ラーメン箱桁橋

### 広根第二高架橋
- 橋長 : 135.0 m（上り）、231.5 m（下り）
- 形式 : 鋼5径間連続2主鈑桁橋（上り）、鋼4径間連続2主鈑桁橋（下り）

### 猪渕トンネル
- 長さ
  - 上り線：206 m
  - 下り線：518 m

### 猪渕第一橋
- 橋長 : 225.0 m（上り）、333.0 m（下り）
- 形式 : PRC8径間連続ラーメン2主鈑桁橋（上り）、PRC11径間連続ラーメン2主鈑桁橋（下り）

仮称は猪渕西第一橋

### 猪渕第二橋
- 橋長 : 95.0 m（上り）、163.0 m（下り）
- 形式 : 鋼2径間連続合成2主鈑桁橋（上り）、PRC6径間連続2主鈑桁橋（下り）

仮称は猪渕西第二橋

### 猪渕第三橋
- 橋長 : 178.0 m（上り）、82.0 m（下り）
- 形式 : PRC6径間連続2主鈑桁橋（上り）、鋼2径間連続合成2主鈑桁橋（下り）

仮称は猪渕西第三橋

### 猪渕第四橋
- 橋長 : 94.0 m（上り）、89.0 m（下り）
- 形式 : 鋼3径間連続合成2主鈑桁橋（上り）、PRC4径間連続2主鈑桁橋（下り）

仮称は猪渕西第四橋

### 猪渕第五橋
- 橋長 : 242.0 m（上り）、51.0 m（下り）
- 形式 : PRC8径間連続ラーメン2主鈑桁橋（上り）、鋼ポータルラーメン鈑桁橋（下り）

仮称は猪渕西第五橋

### 切畑トンネル
- 長さ
  - 上り線：1,975 m
  - 下り線：2,007 m

### 坊川第一橋
- 橋長 : 191.0 m（上り）、319.5 m（下り）
- 形式 : 鋼4径間連続非合成ラーメン鈑桁橋（上り）、鋼6径間連続非合成ラーメン鈑桁橋（下り）

### 坊川第二橋
- 橋長 : 218.5 m（上り）
- 形式 : 鋼4径間連続非合成ラーメン鈑桁橋（上り）

上りのみ

### 坊川第三橋
- 橋長 : 652.3 m（上り）、628.5 m（下り）
- 形式 : PRC7径間連続ラーメン箱桁橋（上り）、PRC6径間連続ラーメン（波形鋼板+箱桁）混合桁橋（下り）

### 川下川橋
- 橋長 : 300.0 m（上下一体）
- 形式 : PRC3径間連続ラーメン箱桁橋（上下一体）

### 生野大橋
- 橋長 : 606.0 m（上下一体）
- 形式 : PRC7径間エクストラドーズド（波形鋼板+箱桁）混合桁橋（上下一体）

### 新名神武庫川橋
- 橋長 : 442.2 m（上下一体）
- 形式 : PRC5径間連続ラーメンバタフライウェブエクストラドーズド橋（上下一体）

仮称は武庫川橋

### 新名神船坂川橋
- 橋長 : 386.0 m（上り）、204.5 m（下り）
- 形式 : 鋼7径間連続合成ラーメン鈑桁橋（上り）、鋼4径間連続合成ラーメン鈑桁橋（下り）

仮称は船坂川橋

### 道場トンネル
- 長さ
  - 上り線：572 m
  - 下り線：659 m

### 平田高架橋
- 橋長 : 476.0 m（上り）、492.5 m（下り）
- 形式 : 鋼・PRC複合12径間連続混合桁橋

仮称は有間川橋。2016年（平成28年）4月22日、午後4時半頃、神戸市北区道場町の有馬川橋橋梁工事現場で鋼鉄製の橋桁取りつけ作業中に、長さ120メートル／重さ1,350トンの橋桁の片方が国道176号上に落下する事故が発生。この事故により現場作業員10名が巻き添えとなり、うち2名が死亡する事態となった。

### 二郎高架橋
- 橋長 : 364.0 m（上り）、362.5 m（下り）
- 形式 : 鋼・PRC複合11径間連続混合桁橋（上り）、鋼・PRC複合10径間連続混合桁橋（下り）

## 亀山連絡路

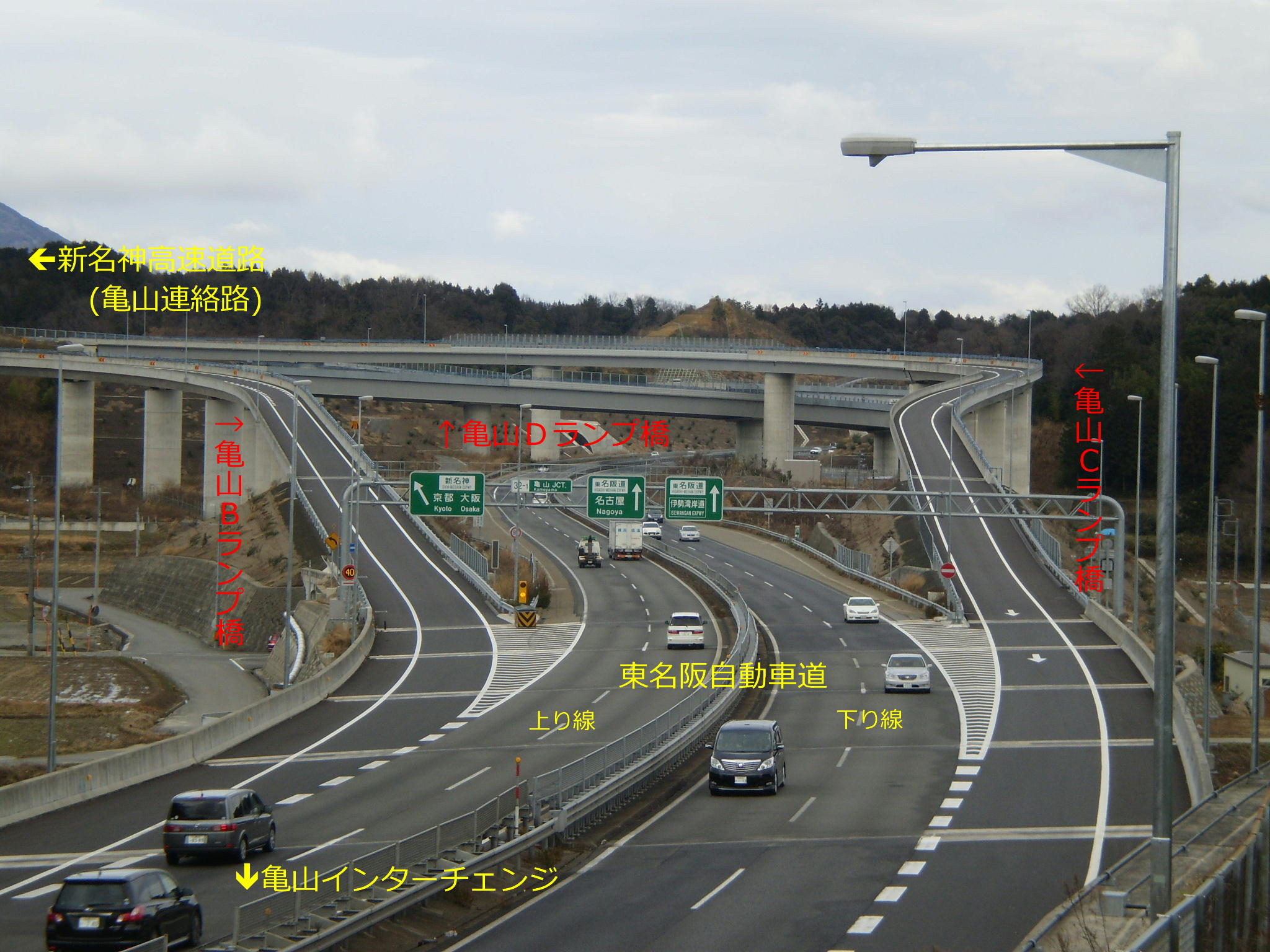
亀山JCT 各ランプ橋

### 亀山Dランプ橋
亀山JCTのランプ橋で東名阪自動車道下り線から新名神高速道路上り線へのランプ
- 長さ : 215 m（上り線のみ）
- 立体交差 : 東名阪自動車道
- 所在地 : 三重県亀山市川崎町-亀山市辺法寺町

### 亀山Bランプ橋
亀山JCTのランプ橋で東名阪自動車道上り線から新名神高速道路下り線へのランプ
- 長さ : 317 m（下り線のみ）
- 所在地 : 三重県亀山市辺法寺町

### 亀山Cランプ橋
亀山JCTのランプ橋で新名神高速道路上り線から東名阪自動車道下り線へのランプ
- 長さ : 500 m（上り線のみ）
- 立体交差 : 亀山Dランプ橋・東名阪自動車道
- 所在地 : 三重県亀山市辺法寺町-亀山市川崎町

### 平尾橋
- 長さ
- 上り線 : 61 m
- 下り線 : 261 m
- 所在地 : 三重県亀山市両尾町

### 両尾橋
- 長さ : 261 m
- 立体交差 : 三重県道11号四日市関線・我女川
- 所在地 : 三重県亀山市両尾町

### 岩井戸川橋
- 長さ : 269 m
- 所在地 : 三重県亀山市両尾町-亀山市安坂山町

### 安坂山トンネル

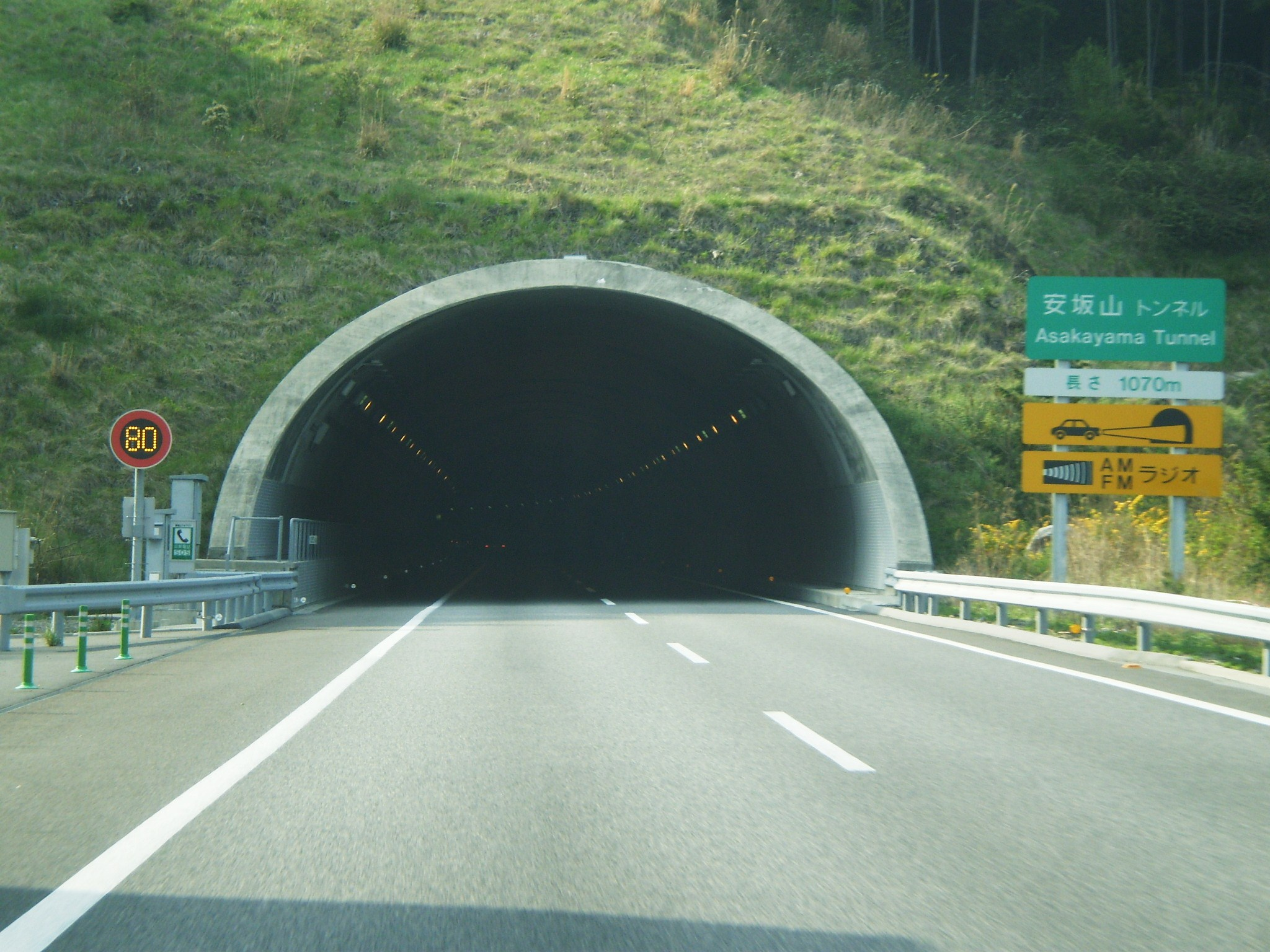
安坂山トンネル下り線入口

連絡路規格のトンネルであるために、供用中他3トンネルよりも規格が低く施工されている。
- 長さ
  - 上り線 : 1 476 m
  - 下り線 : 1 073 m
- 貫通日
  - 上り線 :
  - 下り線 : 2001年8月29日
- 所在地 : 三重県亀山市安坂山町

### 宮川橋
- 長さ : 92 m（上り線のみ）
- 立体交差 : 宮川
- 所在地 : 三重県亀山市安坂山町

| 池山高架橋 |  | 池山高架橋 |
| 池山高架橋 |  | 池山高架橋 |

### 神子川橋
- 長さ : 82 m（上り線のみ）
- 所在地 : 三重県亀山市安坂山町

### 池山高架橋
- 長さ :
  - 上り線 : 941 m
  - 下り線 : 1,436 m
- 形式 : 10径間連続ラーメン波形鋼板ウェブPC箱桁橋
- 荷重 : B活荷重
- 支間長
  - 上り線 :
  - 下り線 : 46.5+104.0+114.0+99.0+4@106.5+98.0+50.5
- 最大支間長 : 114 m
- 有効幅員 : 10.27 m
- 着工 : 2005年1月
- 竣工 : 2008年3月
- 立体交差 : 三重県道302号亀山停車場石水渓線・矢原川・安楽川
- 所在地 : 三重県亀山市安坂山町

## 大津連絡路

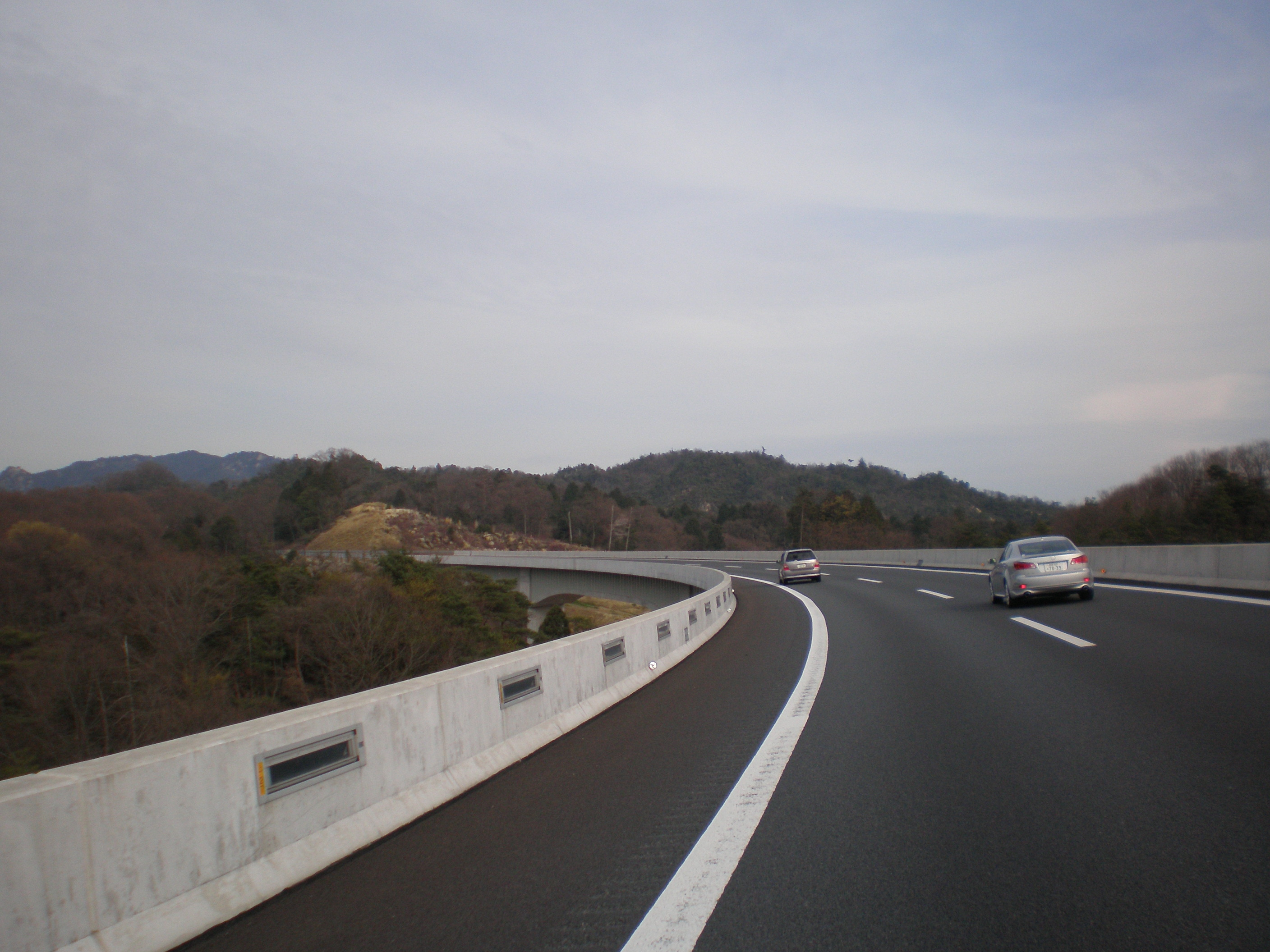
大津Aランプ橋と低位置照明

### 大津Aランプ橋
大津JCTのランプ橋で壁面に低位置照明を設置している。
- 長さ : 393 m（上り線のみ）
- 形式 : PC5径間連続ラーメン波型鋼板ウェブ箱桁橋
- 荷重 : B活荷重
- 支間長 : 54.5+3@94.0+54.5
- 有効幅員 : 10.5 m
- 架設工法 : 片持式張出架設架設工法
- 定着工法 : アンダーソン工法
- 着工 : 2005年7月
- 竣工 : 2007年10月
- 所在地 : 滋賀県大津市上田上桐生町-大津市上田上牧町

### 大津Dランプ橋
大津JCTのランプ橋で壁面に低位置照明を設置している。
- 長さ : 202 m（下り線のみ）
- 形式 : PC3径間連続ラーメン波型鋼板ウェブ箱桁橋
- 荷重 : B活荷重
- 支間長 : 54.9+90.0+54.9
- 有効幅員 : 10.5 m
- 架設工法 : 片持式張出架設架設工法
- 定着工法 : アンダーソン工法
- 着工 : 2005年7月
- 竣工 : 2007年10月
- 所在地 : 滋賀県大津市上田上桐生町-大津市上田上牧町

### 萱尾川橋
- 長さ
  - 上り線 : 302 m
  - 下り線 : 302 m
- 形式 : 5 径間連続ラーメン波形鋼板ウェブ箱桁橋
- 荷重 : B活荷重
- 支間長 : 51.0+2@79.0+51.0+39.5m
- 幅員
  - 上り線 : 11.510 m（有効幅員 : 10.56 m）
  - 下り線 : 11.920 m（有効幅員 : 10.68 m）
- 架設工法 : 張出し架設工法
- 立体交差 : 滋賀県道108号南郷桐生草津線
- 所在地 : 滋賀県大津市上田上平野町-大津市平野2丁目

### 松が丘橋
- 長さ : 26 m
- 所在地 : 滋賀県大津市平野2丁目

### 草津田上Bランプ橋
大津連絡路下り線から草津田上ICへのランプ上に架けられたランプ橋であり、新名神高速道路本線上に架かる橋梁ではない。
- 立体交差 : 草津田上Aランプ（草津田上ICから新名神高速道路大津連絡路上り線へのランプ）・新名神高速道路大津連絡路
- 所在地 : 滋賀県大津市松が丘6丁目

### 草津Dランプ橋

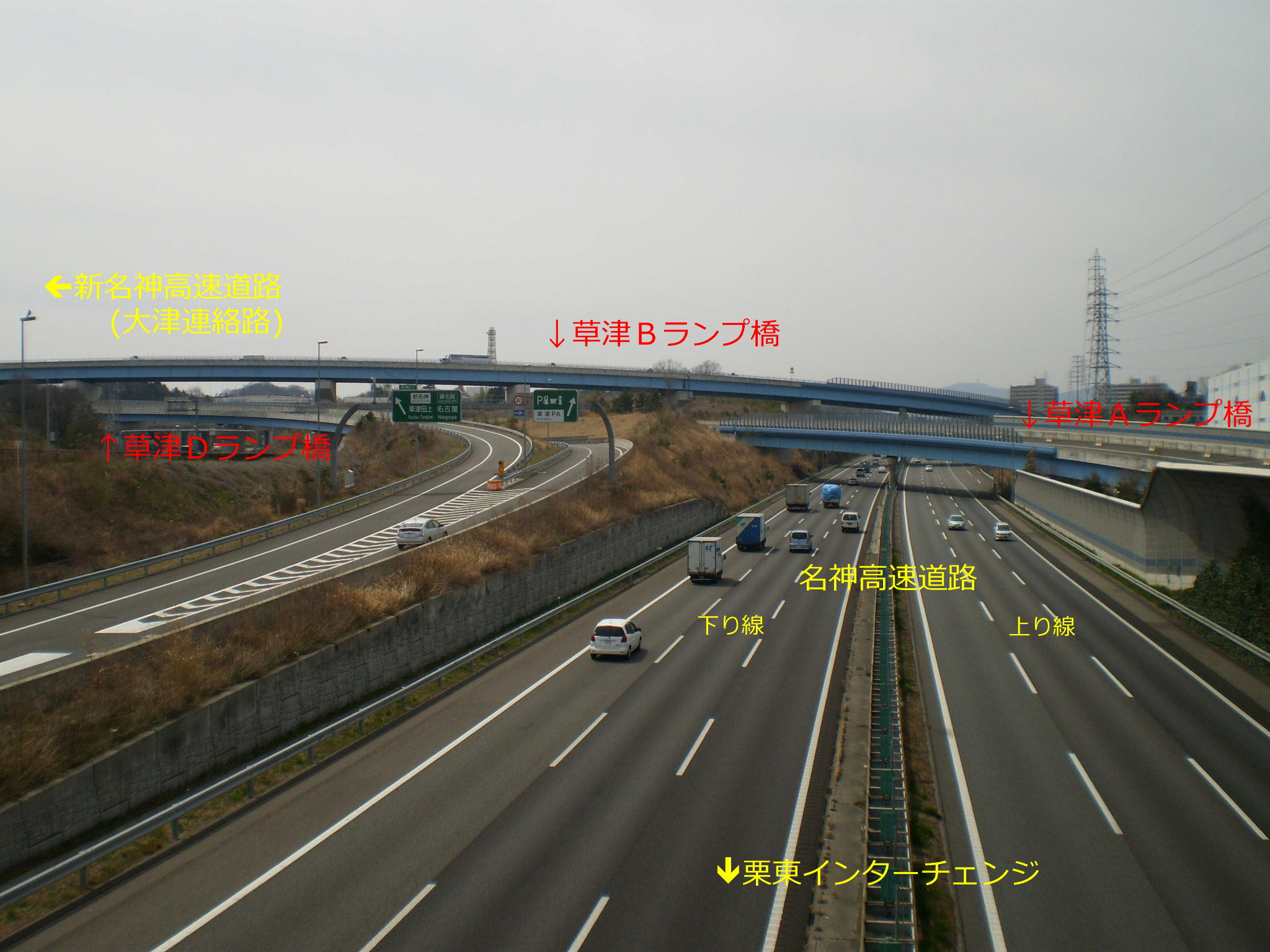
草津JCT 各ランプ橋

草津JCTのランプ橋で名神高速道路下り線から新名神高速道路上り線へ向かうランプである。車線は1車線運用（2車線工事済み）。
- 長さ : 177 m（上り線のみ）
- 立体交差 : 滋賀県道2号大津能登川長浜線・
- 所在地 : 滋賀県草津市野路町

### 草津Bランプ橋
草津JCTのランプ橋で名神高速道路上り線から新名神高速道路上り線へ向かうランプである。車線は2車線運用。
- 長さ : 382 m（上り線のみ）
- 立体交差 : 名神高速道路・草津Aランプ・草津PB1ランプ・草津Dランプ（橋）・滋賀県道2号大津能登川長浜線
- 所在地 : 滋賀県草津市野路東2丁目-草津市野路町

### 草津Bランプ第二橋
草津JCTのランプ橋で名神高速道路上り線から新名神高速道路上り線へ向かうランプの名神高速道路上り線から分岐した直後に架設されている
- 長さ : 42 m（上り線のみ）
- 立体交差 : 滋賀県道43号平野草津線・狼川
- 所在地 : 滋賀県草津市笠山2丁目-草津市野路東2丁目

### 草津Aランプ橋
草津JCTのランプ橋で新名神高速道路下り線から名神高速道路上り線へ向かうランプに架設されている。車線は1車線運用（2車線工事済み）。
- 長さ : 248 m（下り線のみ）
- 立体交差 : 名神高速道路
- 所在地 : 滋賀県草津市野路町

### 草津Cランプ橋
草津JCTのランプ橋で新名神高速道路下り線から名神高速道路下り線へ向かうランプに架設されている。
- 長さ : 35 m（下り線のみ）
- 立体交差 : 滋賀県道43号平野草津線・狼川
- 所在地 : 滋賀県草津市野路町

### 草津PB1ランプ橋
草津JCTのランプ橋で名神高速道路下り線および新名神高速道路下り線から、草津PA下り線へ向かうランプに架設されている。
- 長さ : 38 m（下り線のみ）
- 立体交差 : 滋賀県道43号平野草津線・狼川
- 所在地 : 滋賀県草津市野路町